# Côtes-du-rhône-villages
Le côtes-du-rhône-villages est un vin d'appellation d'origine contrôlée produit sur une large partie du vignoble de la vallée du Rhône méridionale, sur quatre départements : l'Ardèche, la Drôme, le Gard et le Vaucluse.
Le nom de l'appellation peut être complété par une des 21 dénominations géographiques suivantes :
- chusclan ;
- gadagne ;
- massif-d'uchaux ;
- nyons ;
- plan-de-dieu ;
- puyméras ;
- roaix ;
- rochegude ;
- rousset-les-vignes ;
- sablet ;
- saint-andéol ;
- saint-gervais ;
- saint-maurice ;
- saint-pantaléon-les-vignes ;
- sainte-cécile ;
- séguret ;
- signargues ;
- suze-la-rousse ;
- vaison-la-romaine ;
- valréas ;
- visan.

## Historique
Dans le cadre de la création des appellations d'origine contrôlée, le classement en côtes-du-rhône-villages est le résultat, à la demande des vignerons, de la reconnaissance par la justice ou l'INAO d'un « terroir jouissant d'une incontestable notoriété constatée par des usages locaux, loyaux et constants ».
La première action fut menée dans les côtes-du-rhône gardoises, en 1942, par les syndicats de vignerons de Chusclan et de Laudun. Ils demandèrent au tribunal d'Uzès une reconnaissance judiciaire de la qualité et de la valeur originales de leurs vins. Cette demande jointe à un cahier des charges qui proposait un statut spécial et plus sévère pour la production fut agréée. Le procès ayant traîné, les responsables vignerons demandèrent alors de bénéficier des dispositions du décret du 13 juillet 1951.
La législation ayant changé, le 24 novembre 1953, à la demande de l'INAO, plusieurs arrêtés ministériels furent pris reconnaissant à des villages de la Drôme, du Gard et du Vaucluse, le droit d'utiliser sur leurs étiquettes l'expression « côtes-du-rhône » suivie du nom de leur commune. Il s'agissait de Chusclan pour cinq communes, de Laudun, pour trois, de Cairanne et de Gigondas. Le 21 juin 1955, Vacqueyras obtenait le même droit pour sa commune et celle de Sarrians, puis ce fut le tour de Vinsobres, le 7 septembre 1957.
Le 16 juin 1965, un nouveau décret imposa l'épreuve de la dégustation préalable. Ce qui permit de classer en côtes-du-rhône village en date du 2 novembre 1966 : Rochegude, Saint-Maurice-sur-Eygues, Vinsobres, pour la Drôme ; Laudun et Chusclan, pour le Gard ; Cairanne, Gigondas, Rasteau, Roaix, Séguret, Vacqueyras, Valréas et Visan, pour le Vaucluse. En une décennie furent classés : Rousset-les-Vignes et Saint-Pantaléon-les-Vignes en date du 18 mars 1969 ; Sablet suivis de Saint-Gervais, le 9 mai 1974 puis de Beaumes-de-Venise avec les communes de Lafare, La Roque-Alric et Suzette le 27 juillet 1979.
Entretemps, en 1967, avait été officialisée l'appellation régionale côtes-du-rhône-villages. Elle concernait alors les meilleures parcelles de soixante-quatorze communes des côtes du Rhône. Elles sont aujourd'hui au nombre de quatre-vingt-quinze. Le 20 juin 2016, l'AOC cairanne est créée (provisoirement, puis définitivement le 25 juin 2018). Le cahier des charges de l’appellation a été modifié en avril puis en novembre 2024.

## Vignoble
L'aire d'appellation du côtes-du-rhône-villages se situe dans la partie aval de la vallée du Rhône qui est appelée les côtes du Rhône méridionales. Il s'agit d'une appellation régionale, au cahier des charges un peu plus contraignant que celui du côtes-du-rhône ; elle comprend en son sein les aires d'appellation de onze crus qui sont autant d'AOC spécifiques (vinsobres, cairanne, rasteau, gigondas, vacqueyras, muscat de Beaumes-de-Venise, beaumes-de-venise, landun, châteauneuf-du-pape, lirac et tavel), ainsi que les aires des 21 dénominations géographiques (côtes-du-rhône-villages Chusclan, etc.).
Selon le service des Douanes, la superficie revendiquée en 2024 sous l'appellation est de 8 122 hectares (y compris les dénominations), dont 7 833 ha pour produire du rouge, 240 ha pour du blanc et 48 pour du rosé. En 2005, la surface totale était de 7 698 ha, dont 5 487 ha en dénomination.

### Orographie
Une diversité géographique importante caractérise l'ensemble des vignobles appartenant à cette appellation. Robert W. Mayberry dans son ouvrage sur les vins de la vallée du Rhône a réussi pourtant à en faire une synthèse. Deux éléments sont toujours communs, le premier est climatologique, c'est le mistral, le second est lié aux sols, c'est l'exposition des coteaux où est plantée la vigne.

« L'importance du mistral pour ces vignobles en coteaux est double et dépend de quelle façon les pentes sont orientées face au vent. Une exposition nord, face au mistral, par exemple pour les vignes d'AOC laudun de Saint-Victor-la-Coste, provoque un assèchement des grappes et une concentration du jus. Une exposition sud, procurera un abri contre le vent et quelquefois un micro-climat chaud comme à Vinsobres avec des récoltes plus précoces. »

De plus, les pentes des coteaux, par la façon dont elles drainent l'air, offrent au vignoble une bonne protection contre les problèmes de moisissure, de pourriture grise, de coulure ou encore contre les gelées printanières. Leur pédologie est aussi primordiale. L'argile des coteaux est un sol froid excellent pour le corps et l'acidité du vin tandis que le calcaire est dit l'être pour les arômes et que le sable est facteur de finesse comme à Sablet ou sur les hauteurs de Saint-Gervais.

### Encépagement
Le cahier des charges de l'appellation autorise un total de 24 cépages différents pouvant être utilisés pour produire du côtes-du-rhône-villages, mais avec des restrictions.
Pour produire rouges et rosés, il y a trois « cépages principaux » (constituant ensemble au minimum 80 % de l'encépagement) : le grenache N (minimum 40 %), le mourvèdre N et la syrah N (ces deux derniers minimum 25 %). Ils peuvent être complétés par les « cépages accessoires » (dans la limite de 20 % ; pour les cépages blancs, ils ne doivent pas dépasser les 5 % pour la production de vin rouge) que sont le bourboulenc B, le brun argenté N (localement dénommé camarèse ou vaccarèse), le carignan N, le cinsaut N, la clairette B, la clairette rose Rs, la counoise N, le grenache blanc B, le grenache gris G, la marsanne B, le muscardin N, le piquepoul blanc B, le piquepoul noir N, la roussanne B, le terret noir N, l'ugni blanc B et le viognier B. S'y rajoutent les « variétés d'intérêt à fin d'adaptation » (VIFI, limitées à 5 %) : le carignan blanc (de) B, le floréal (de) B, le rolle B et le vidoc (de) N.
Pour produire du blanc, les cépages principaux (minimum 80 %) sont : le bourboulenc B, la clairette B, le grenache blanc B, la marsanne B, la roussanne B et le viognier B. Ils peuvent être complétés par les cépages accessoires que sont la clairette rose Rs, le grenache gris G, le piquepoul blanc B et l'ugni blanc B, ainsi que les « variétés d'intérêt à fin d’adaptation » que sont le carignan blanc B, le floréal B et le rolle B.

### Rendement
Le rendement est limité par le cahier des charges de l'appellation à un maximum de 44 hectolitres par hectare,réduit à 41 pour les dénominations géographiques. Chaque année, ces rendements maximum peuvent être modifiés à la hausse ou à la baisse par un arrêté du ministère de l'Agriculture, dans la limite des rendements butoirs de l'appellation, fixés respectivement à 50 et 45 hl/ha.

## Vins
La production déclarée en 2024 a été d'un total de 253 713 hectolitres (y compris les dénominations ; un hectolitre = 100 litres = 133 bouteilles de 75 cl) de côtes-du-rhône-villages, dont 244 460 hl de rouge, 7 686 hl de blanc et 1 566 hl de rosé. En 2005, le volume total était de 282 618 hl, dont 203 019 hl sous une dénominations.

### Dénominations
Les dénominations géographiques de l'appellation sont des côtes-du-rhône-villages avec mention de village ou de lieu-dit. En 2013, 43 communes peuvent faire suivre l'appellation côtes-du-rhône-villages du nom de l'un des 22 villages ou lieux-dits suivants :
| Dénomination (année d'obtention)  | Superficie 2024 (ha) | Production 2024 (hl) | Liste des communes |
| --------------------------------- | -------------------- | -------------------- | --- |
| chusclan (1964)                   | 200                  | 6 795                | Bagnols-sur-Cèze, Chusclan, Codolet, Orsan et Saint-Étienne-des-Sorts.                                                    |
| gadagne (2012)                    | 117                  | 3 442                | Caumont-sur-Durance, Châteauneuf-de-Gadagne, Morières-lès-Avignon, Saint-Saturnin-lès-Avignon et Vedène.                  |
| massif-d'uchaux (2005)            | 161                  | 4 048                | Lagarde-Paréol, Mondragon, Piolenc, Sérignan-du-Comtat (en partie) et Uchaux.                                             |
| nyons (2020)                      | 73                   | 2 713                | Mirabel-aux-Baronnies, Nyons, Piégon et Venterol.                                                                         |
| plan-de-dieu (2005)               | 1 219                | 41 793               | Camaret-sur-Aigues, Jonquières, Travaillan (en partie) et Violès.                                                         |
| puyméras (2005)                   | 15                   | 486                  | Mérindol-les-Oliviers, Mollans-sur-Ouvèze, Faucon, Puyméras et Saint-Romain-en-Viennois.                                  |
| roaix (1967)                      | 125                  | 3 682                | Roaix. |
| rochegude (1967)                  | 124                  | 3 067                | Rochegude. |
| rousset-les-vignes (1969)         | 21                   | 590                  | Rousset-les-Vignes. |
| sablet (1974)                     | 351                  | 10 756               | Sablet. |
| saint-andéol (2017)               | 56                   | 1 658                | Bourg-Saint-Andéol, Saint-Just-d'Ardèche, Saint-Marcel-d'Ardèche et Saint-Martin-d'Ardèche.                               |
| saint-gervais (1974)              | 71                   | 2 327                | Saint-Gervais. |
| saint-maurice (1967)              | 106                  | 3 313                | Saint-Maurice-sur-Eygues.                                                                                                 |
| saint-pantaléon-les-vignes (1967) | 21                   | 680                  | Saint-Pantaléon-les-Vignes.                                                                                               |
| sainte-cécile (2016)              | 301                  | 9 489                | Suze-la-Rousse (en partie), Tulette (en partie), Sainte-Cécile, Sérignan-du-Comtat (en partie) et Travaillan (en partie). |
| séguret (1967)                    | 485                  | 14 361               | Séguret. |
| signargues (2005)                 | 513                  | 17 410               | Domazan, Estézargues, Rochefort-du-Gard et Saze.                                                                          |
| suze-la-rousse (2016)             | 183                  | 4 978                | Bollène, Bouchet, Suze-la-Rousse (en partie) et Tulette (en partie).                                                      |
| vaison-la-romaine (2016)          | 188                  | 6 214                | Buisson, Saint-Marcellin-lès-Vaison, Saint-Roman-de-Malegarde, Vaison-la-Romaine et Villedieu.                            |
| valréas (1967)                    | 457                  | 11 855               | Valréas. |
| visan (1966)                      | 547                  | 15 603               | Visan. |

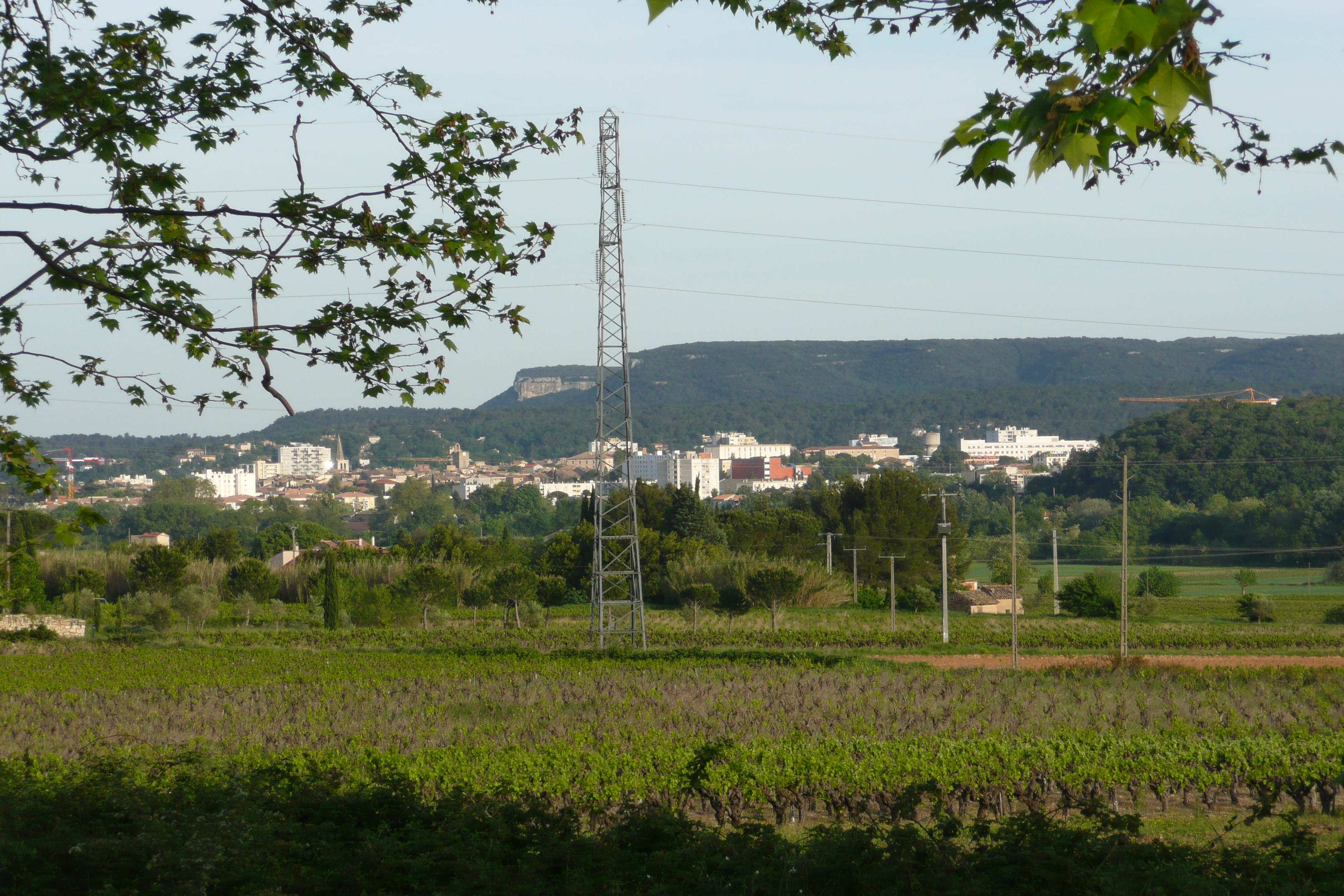
Dénomination chusclan (Bagnols-sur-Cèze).
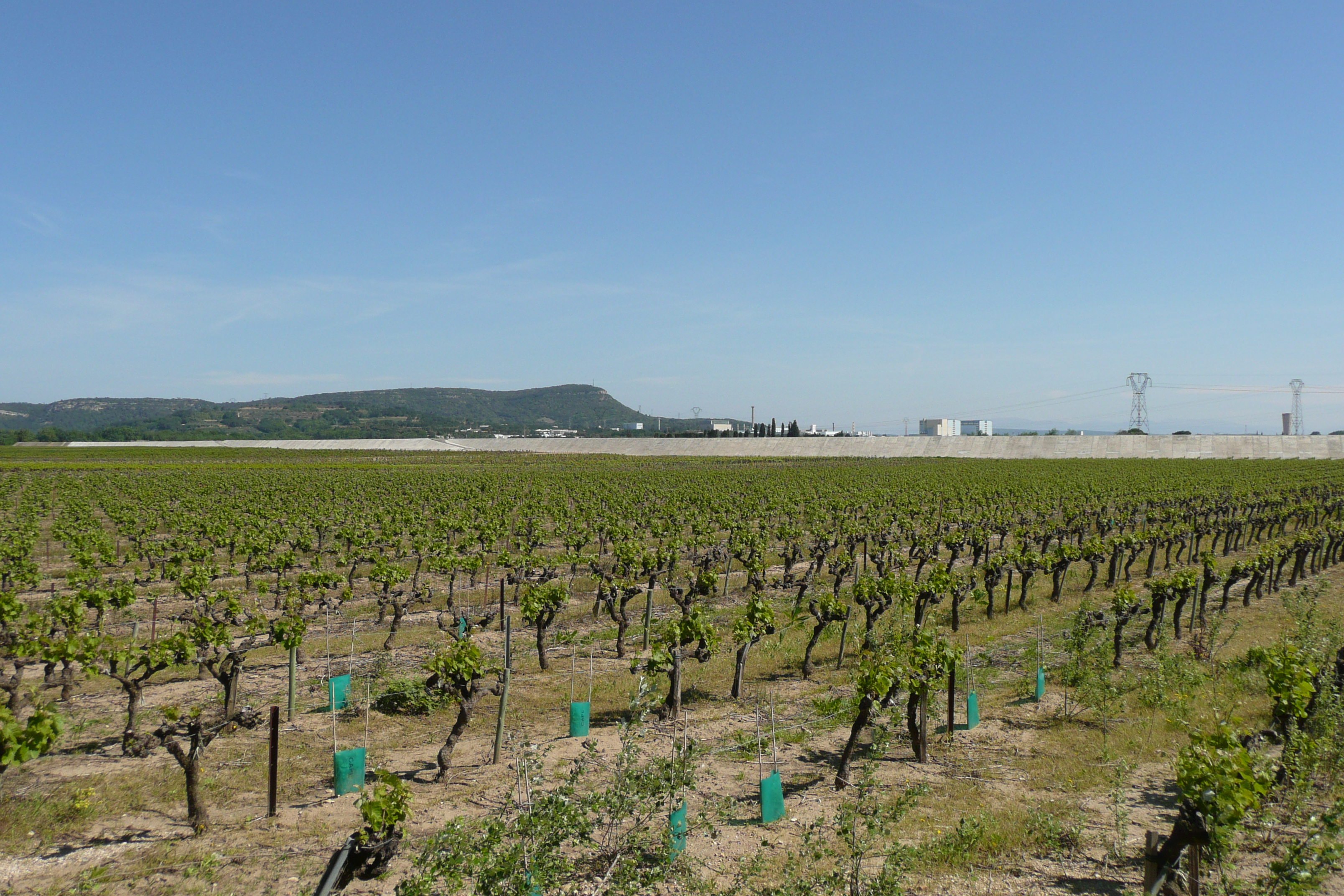
Dénomination chusclan (Codolet).
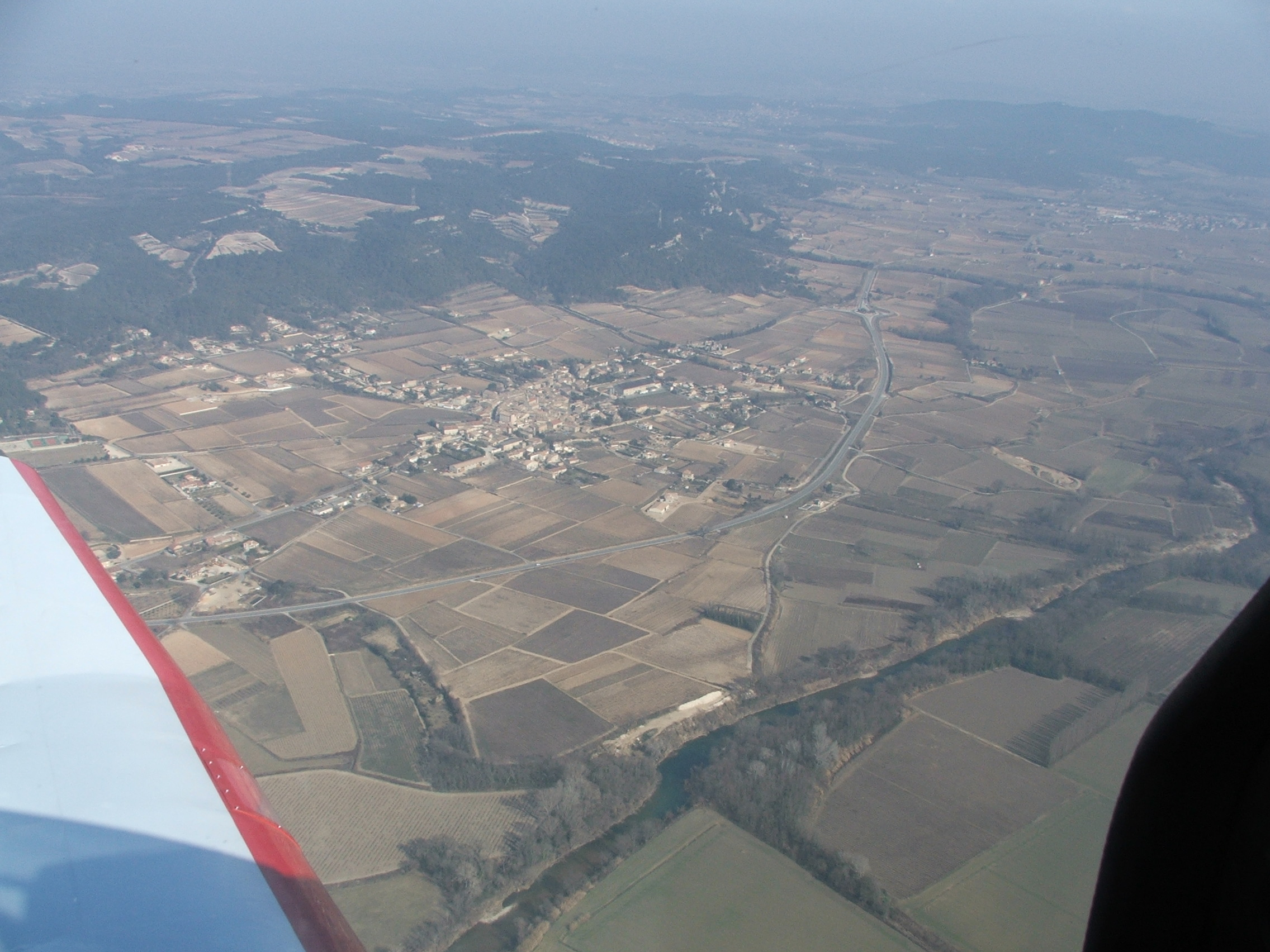
Saint-Gervais.
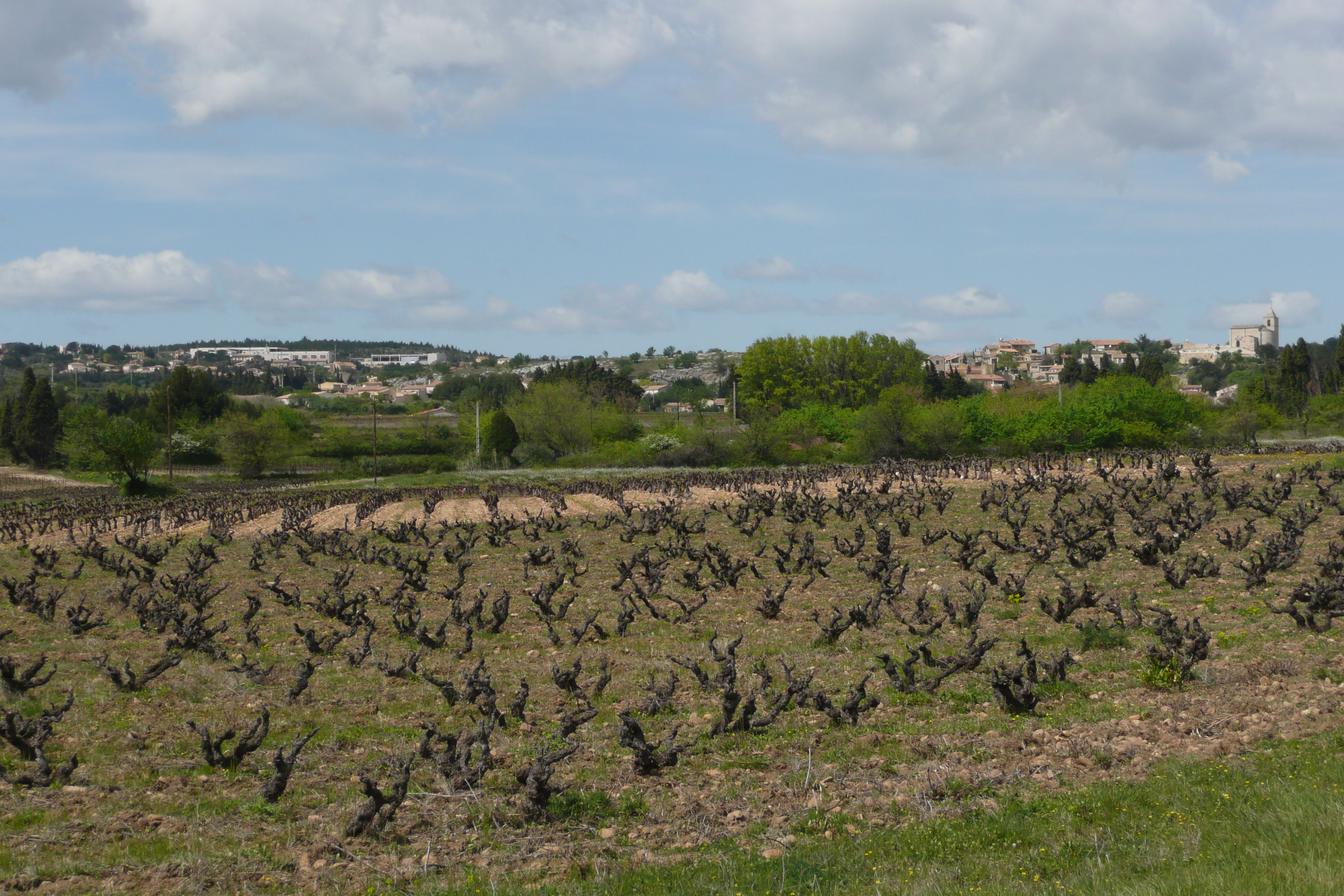
Dénomination signargues (Rochefort-du-Gard).

#### Chusclan
Le village dépendait au XVIIe siècle de la viguerie d'Uzès qui portait le nom de la « Côte du Rhône ». Côtes-du-rhône villages Chusclan est une AOC attribuée aux communes de Chusclan, d'Orsan, de Bagnols-sur-Cèze, de Codolet et de Saint-Étienne-des-Sorts. Elle fut d'abord accordée pour les vins rosés en 1967 puis, en 1971, pour les rouges. Les vignes sont implantées sur des terrasses gréseuses et caillouteuses ainsi que sur quelques bancs sableux.
L'histoire de la gastronomie a retenu que le vin de Chusclan fut fort apprécié à la cour de Louis XIV grâce aux « lapins d'Arbousset », une recette concoctée par le maréchal de Grammont. Les vins rouges colorés, équilibrés, aux notes fruitées sont marqués par des arômes de laurier et d'épices. Vins de semi-garde, ils s'apprécient, généralement, avant leur cinquième année.

#### Gadagne
Depuis le 30 octobre 2012, les vins rouges produits dans les communes de Caumont-sur-Durance, Châteauneuf-de-Gadagne, Morières-lès-Avignon, Saint-Saturnin-lès-Avignon et Vedène (département de Vaucluse) peuvent, à leur tour, bénéficier de l'appellation Côtes-du-Rhônes Villages avec nom de commune. À noter que le nom initialement revendiqué était le nom d'un des villages de cette zone (Châteauneuf-de-Gadagne), mais les producteurs ont dû renoncer à cette appellation à la suite d'une longue procédure contre les producteurs de Châteauneuf-du-Pape.

#### Massif d'Uchaux

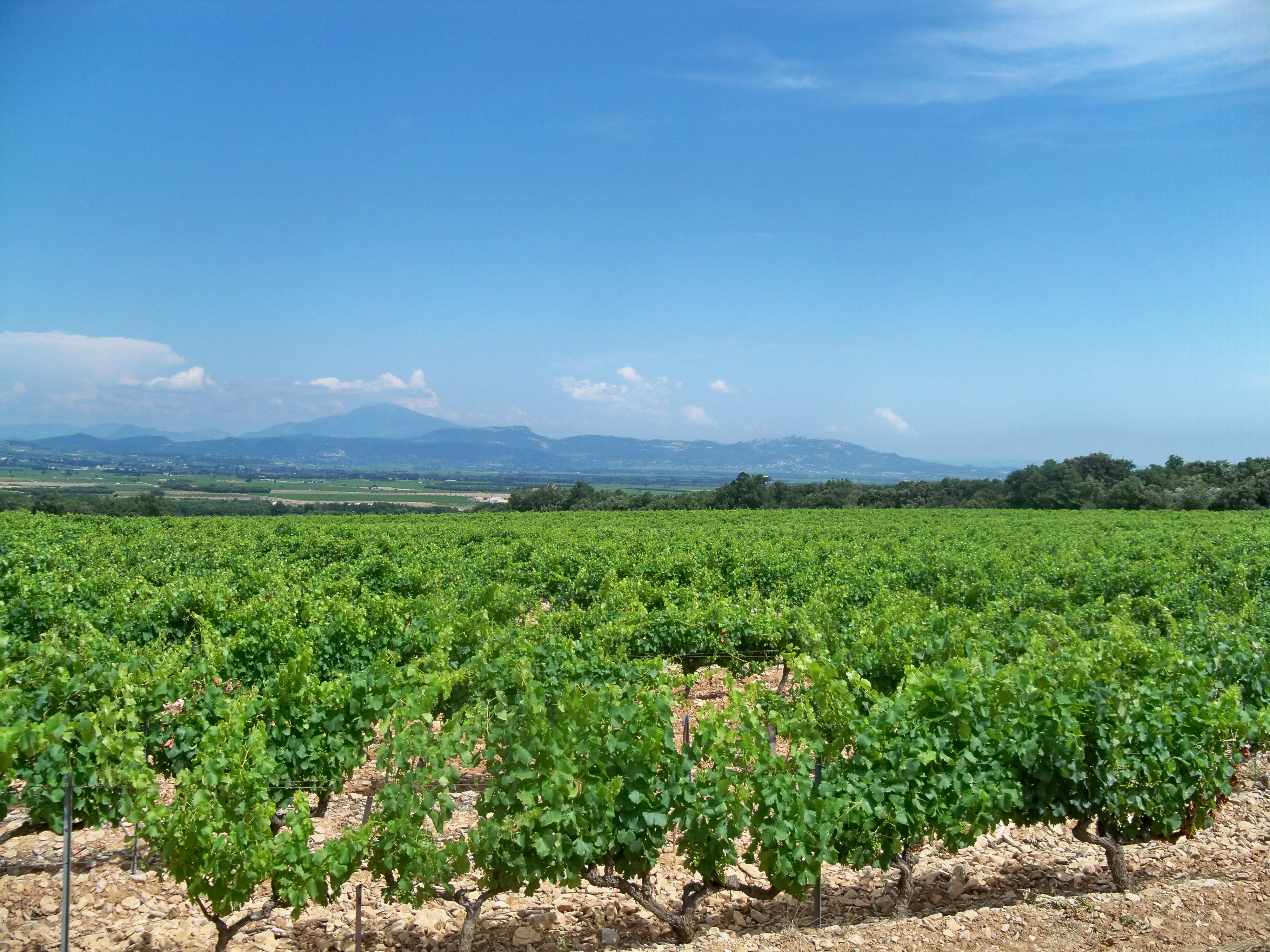
Vignobles du Massif d'Uchaux à Lagarde-Paréol.

La dénomination massif-d'uchaux est un nom géographique qui regroupe les communes de Lagarde-Paréol, Mondragon, Piolenc, Sérignan-du-Comtat et Uchaux. L'altitude de ce massif, situé au nord d'Orange, constitue un terroir est assez vallonné avec des hauteurs oscillant entre 100  et   280 mètres d'altitude.
Dans ce paysage encore très boisé, le vignoble s'inscrit en damiers, chaque parcelle étant isolée de l'autre par la garrigue ou des oliveraies. Le terroir viticole est essentiellement composé d'un substrat daté du secondaire où la vigne se complaît sur des grès siliceux ou calcaires. Cette dénomination a été reconnue par le décret du 25 août 2005.
Les rouges ont une robe profonde à la couleur chatoyante. Ces vins équilibrés et charpentés, sont caractérisés par un nez qui évolue d’un bouquet juvénile de fruits où domine la marasque (cerise noire) et l'arbouse, vers des nuances de menthe sauvage, de sous-bois et de venaison en vin de garde.

#### Nyons

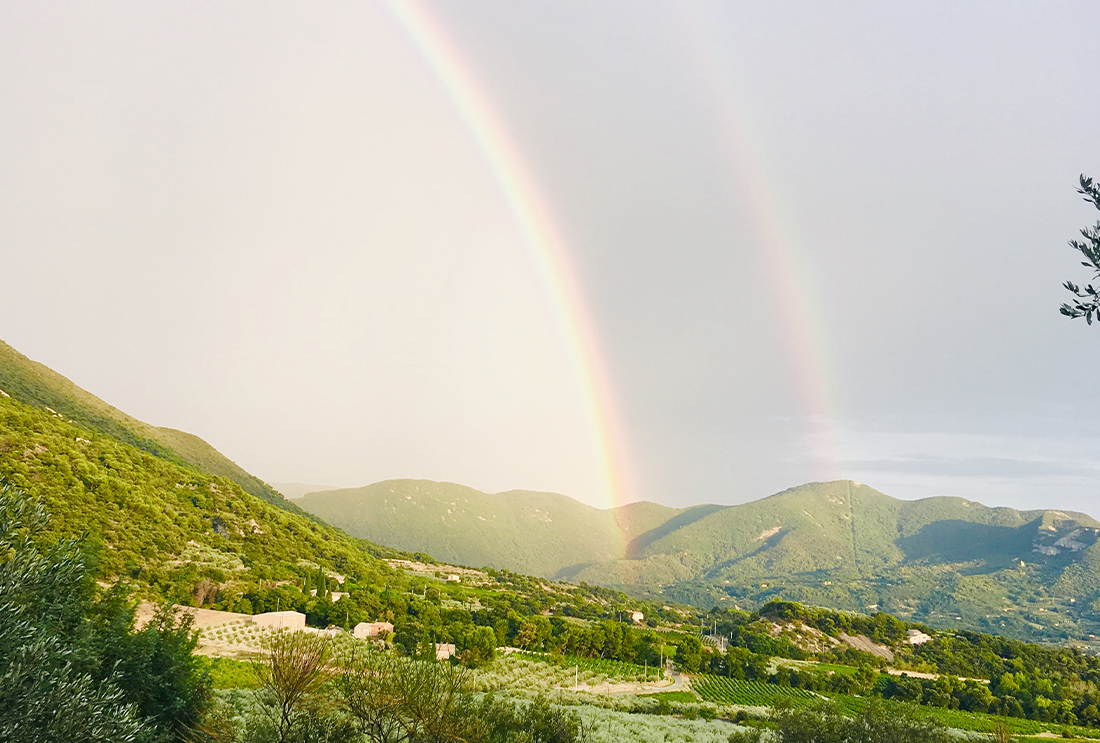
Les vignobles du Nyonsais bénéficient d'un microclimat et d'une exposition uniques.

En 2020, nyons est devenue la 22e dénomonation. Pour leurs vins uniquement vinifiés en rouge, quatre communes drômoises revendiquent la dénomination côtes-du-rhône-villages Nyons : Mirabel-aux-Baronnies, Nyons, Piégon et Venterol.
S’appuyant sur les reliefs préalpins des monts des Baronnies et s’élevant entre 210 et 500 mètres d’altitude, le vignoble du Nyonsais s’avère l’un des territoires les plus élevés des côtes du Rhône. Il jouit, de surcroît, d’un microclimat particulier, caractérisé notamment par de fortes différences de température entre le jour et la nuit (13 °C durant la période végétative de la vigne, elle s’amplifie en été avec 14,3°C en moyenne, en juillet). De plus, les vignes bénéficient des bienfaits d’un vent local : le Pontias. Ce vent empêche les rosées matinales de se former et, ainsi, protège les grappes des maladies fongiques. 
Associée à des sols riches, caillouteux et argilo-calcaires, cette exposition exceptionnelle marquent les vins d’une fraîcheur et d’une puissance en bouche, tout en leur offrant une belle richesse aromatique, marquée par des notes de fruits frais, de baies noires, ou encore d’épices.

#### Plan de Dieu

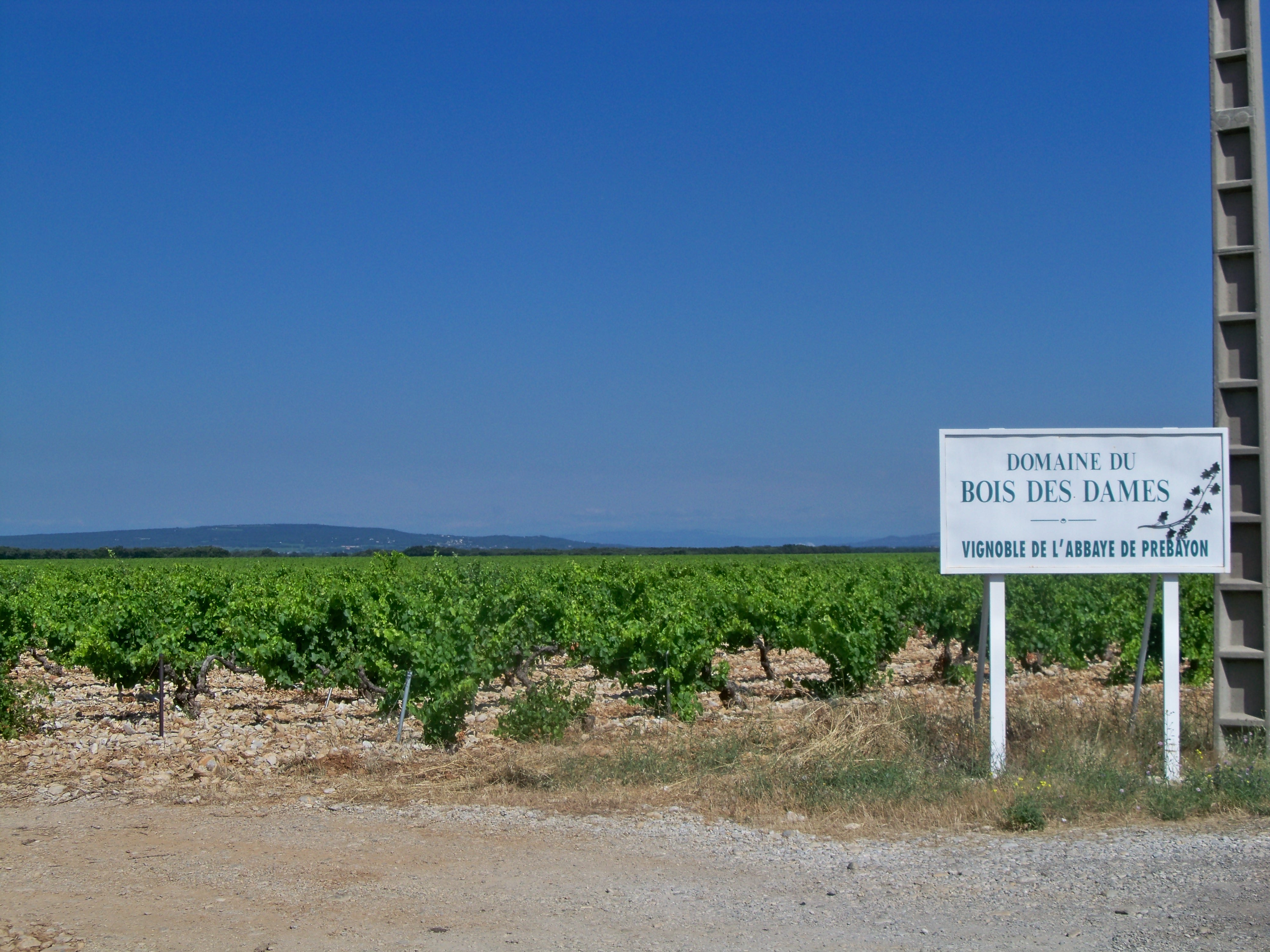
Le Bois des Dames, vignoble historique de l'abbaye de Prébayon.

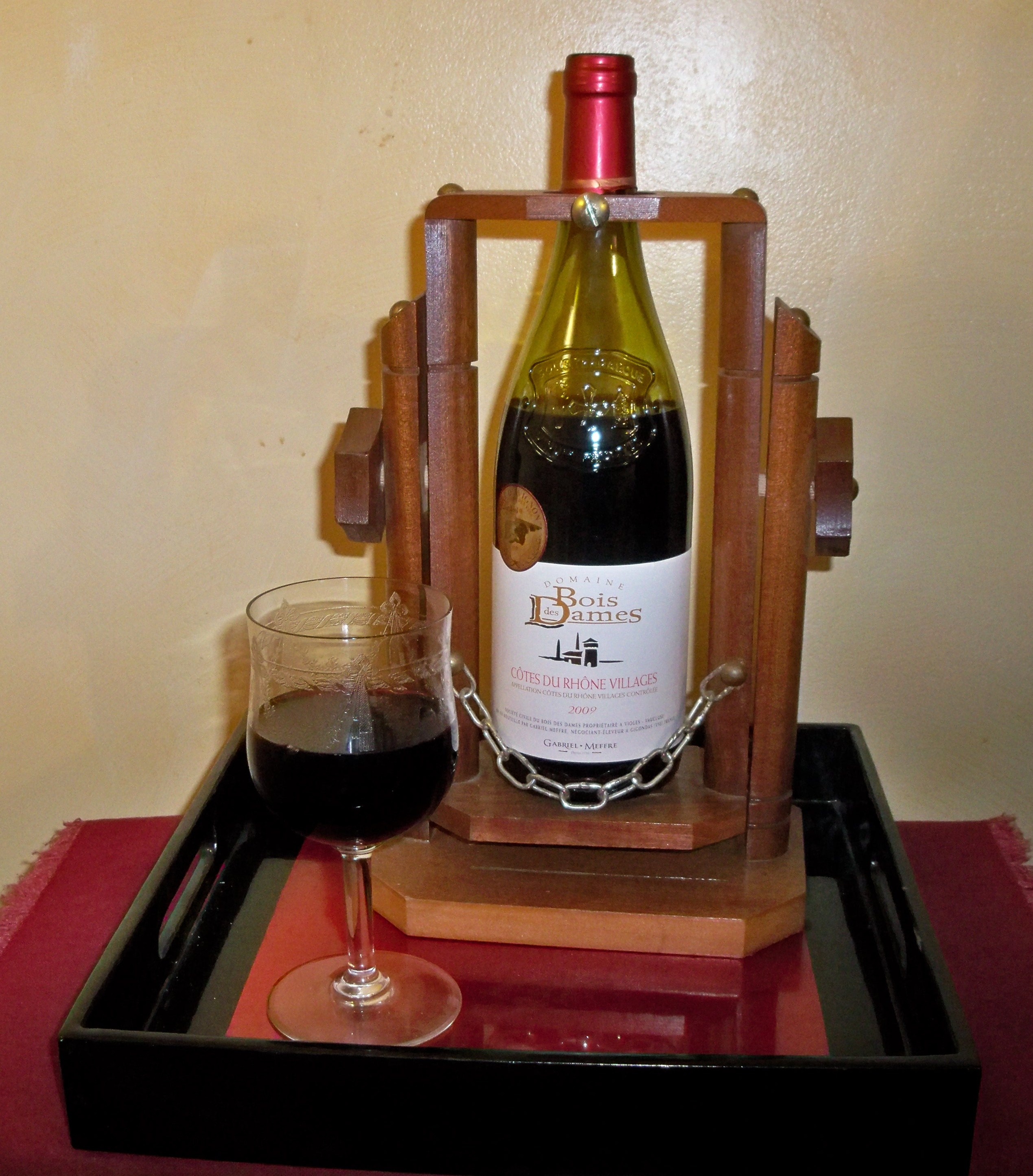
AOC côtes-du-rhône-villages Bois des Dames.

La dénomination plan-de-dieu ne porte pas un nom de commune, mais de lieu-dit. Il reçut son nom des religieuses de Prébayon quand elles quittèrent le massif des Dentelles de Montmirail pour s'installer ici. C'était pour elles le meilleur terroir à vignes, la « plaine de Dieu ».
Le nom de Plan de Dieu (Plan Dei) est attesté pour la première fois le 18 septembre 1326 dans la rédaction d'un acte réglant entre les habitants de Camaret et de Travaillan les limites de leurs vignes et pâturages. Cette terrasse du diluvium alpin, qui sépare l'Eygues et l'Ouvèze, descendus des Baronnies, est constituée de galets à prédominance calcaire et de teinte gris clair. Ces rivières au régime torrentueux ont charrié, après la dernière glaciation du Riss, des alluvions chargées qui se sont déposées en un puissant dépôt de galets roulés formant une terrasse entre leurs lits. Ces galets sont liés entre eux dans une matrice argilo-sableuse rouge qui sert de réserve hydrique.
Ce terroir se partage entre les communes de Camaret-sur-Aigues, Jonquières, Travaillan et Violès. Le décret du 25 août 2005 l'a fait accéder en côtes-du-rhône villages avec nom de commune.

#### Puyméras

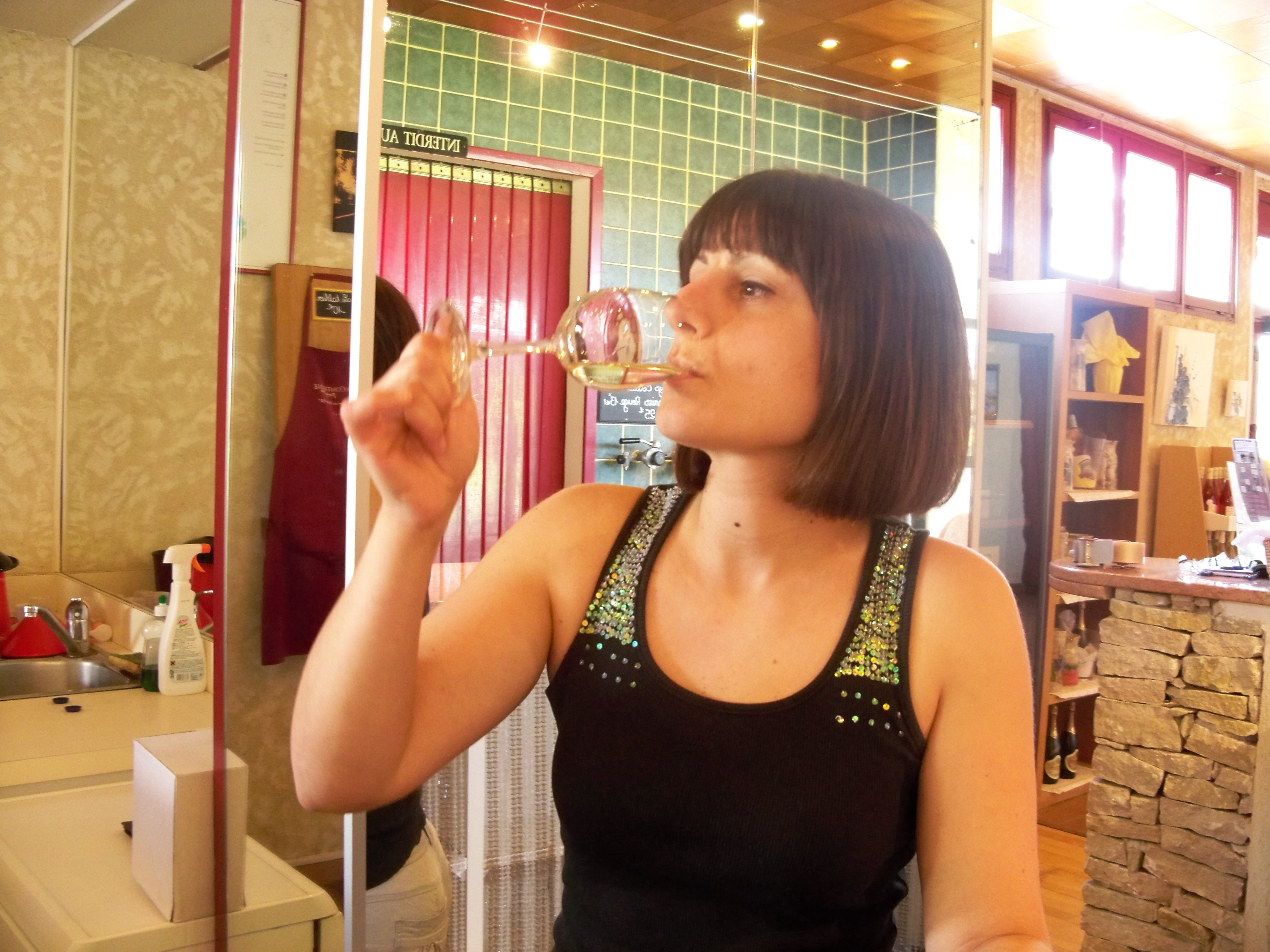
Dégustation à la cave des vignerons.

La dénomination puyméras regroupe cinq communes sur un terroir très vallonné à savoir Puyméras, Mérindol-les-Oliviers, Mollans-sur-Ouvèze, Faucon et Saint-Romain-en-Viennois.
Le vignoble s'est installé sur des coteaux entre 220  et   600 mètres d'altitude. Il est cultivé sur des terrasses caillouteuses au sol de galets englués dans une matrice sablo-caillouteuse rouge. La période médiévale vit la culture de la vigne développée par les moines venus de l'Isle-Barbe (Lyon) et de l'abbaye de Cluny. Zone de polyculture traditionnellement arboricole, les oliviers et les fruitiers subirent le gel de 1956. Seule la vigne résista. Ce vignoble a eu ses vins classé en côtes-du-rhône villages en 1979. Le décret du 25 août 2005 l'a fait accéder en côtes-du-rhône villages avec nom de commune.
Un « Salon des jeunes vignerons d'Europe » est programmé chaque année à Mérindol-les-Oliviers au début du mois d'août.

#### Rasteau

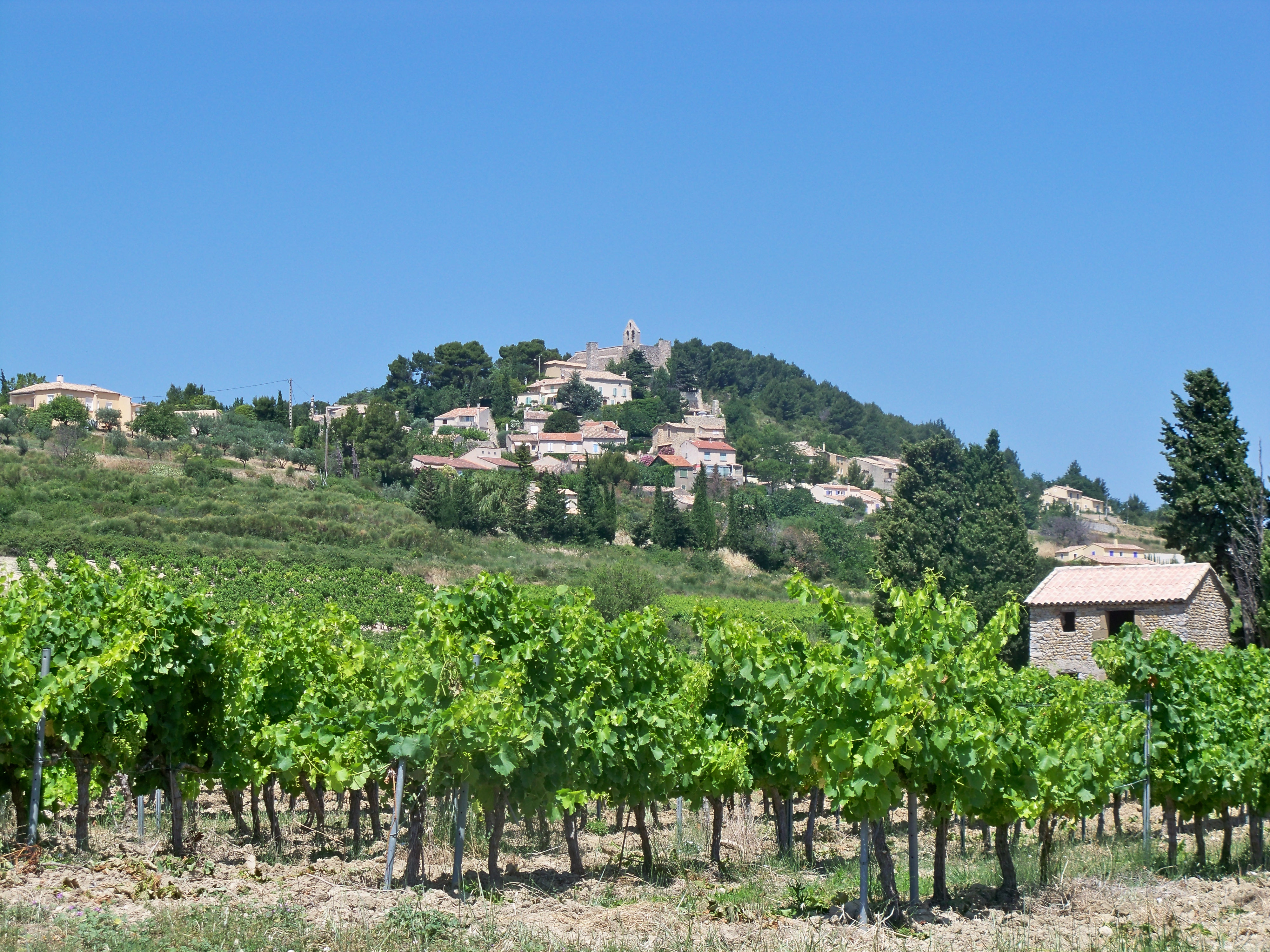
Rasteau et son vignoble.

Le village émerge au-dessus de ses vignes plantées soit en terrasses, soit en croupes arrondies. Tout comme Cairanne, Rasteau a la quasi-totalité de son vignoble sur la montagne de Ventabren. Cette ancienne terrasse du diluvium alpin est composée d'une matrice d'argile rouge, très riche en galets roulés de quartz et de calcaire gris. Ce vignoble, qui couvre les pentes des coteaux exposés plein sud et qui font un paravent au mistral, produit des vins d'une grande qualité tant en rouge, blanc et rosé.
Les rouges sont classés en cru (ou appellation communale rasteau) depuis le décret daté du 9 juin 2010. Seuls les blancs restent en dénomination côtes-du-rhône-villages Rasteau, les rosés réintégrant l'AOC côtes-du-rhône. Sur la commune, une chapelle du XVIIe siècle est placée sous le vocable de Notre-Dame des Vignerons.

#### Roaix

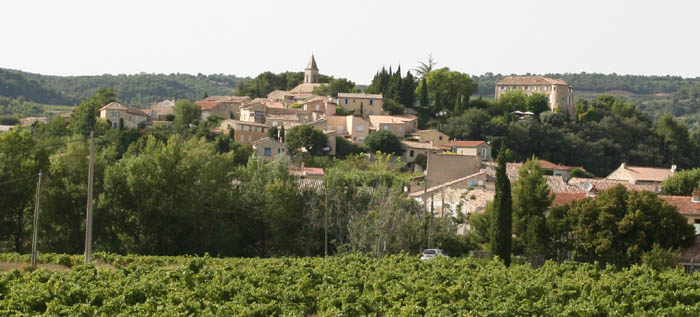
Roaix et son vignoble.

Une partie des vignes de la dénomination roaix sont implantées sur les coteaux de Ventabren. La présence de silex taillés et de débris de poteries gallo-romaines prouve que ce territoire fut occupé de la Préhistoire à l'Antiquité.
Au cours du XIIe siècle, les templiers de la commanderie de Richerenches, installèrent ici un de leurs temples. Ce furent eux qui développèrent le vignoble sur les terres caillouteuses des hautes terrasses du lit de l'Ouvèze ou sur les pentes des coteaux composées d'argile rouge décalcifiée. Les vignes fournissent des rouges élégants et légers qui se révèlent parfaits entre quatre et cinq ans.

#### Rochegude

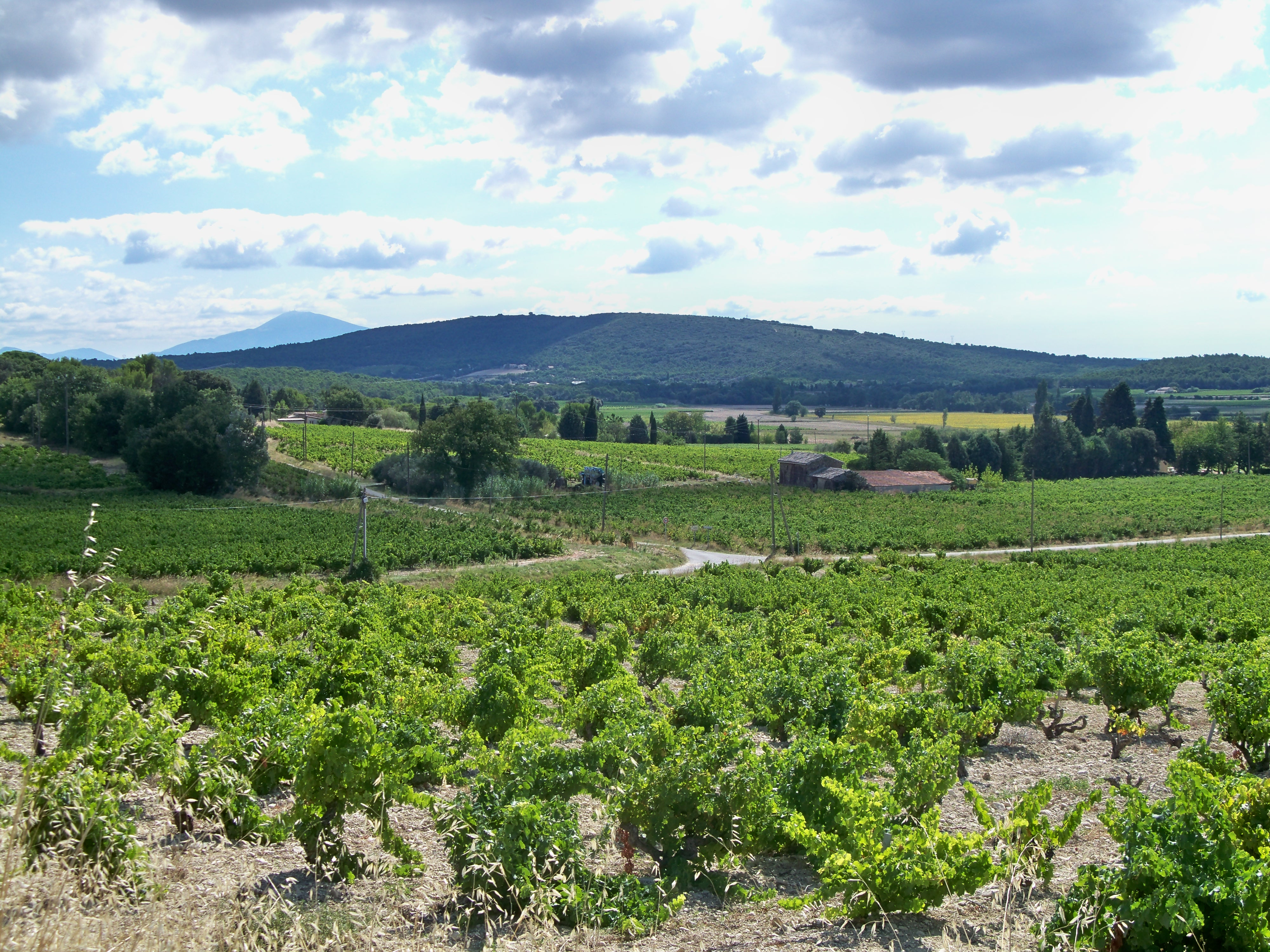
Vignoble de Rochegude.

La dénomination rochegude remonte à l'antiquité romaine. Comme à Cairanne, Cassius Severianus, l'intendant de la Narbonnaise, résida à Rochegude. Il fit graver un cippe, stèle funéraire dont l’inscription rappelait son affection et celle de son épouse Veltia Maternilla pour Infantus, leur enfant chéri.
Le baron Le Roy de Boiseaumarié trouvait ce vin rouge remarquable par sa finesse, sa générosité et surtout par un bouquet sui generis que ne possédait aucun autre vin des côtes-du-rhône. Ses rouges élégants, légers tout en étant chaleureux dégagent un bouquet complexe de notes fruitées.

#### Rousset-les-Vignes
La dénomination rousset-les-vignes apparaît dans les textes dès le XIe siècle. C'est l'époque à laquelle, les moines bénédictins de Saint-Pantaléon construisirent à Rousset un monumental prieuré adossé à la montagne de la Lance qu'ils placèrent sous la protection de dom Mayeul de Cluny et commencèrent à implanter le vignoble sur les coteaux gréseux. 

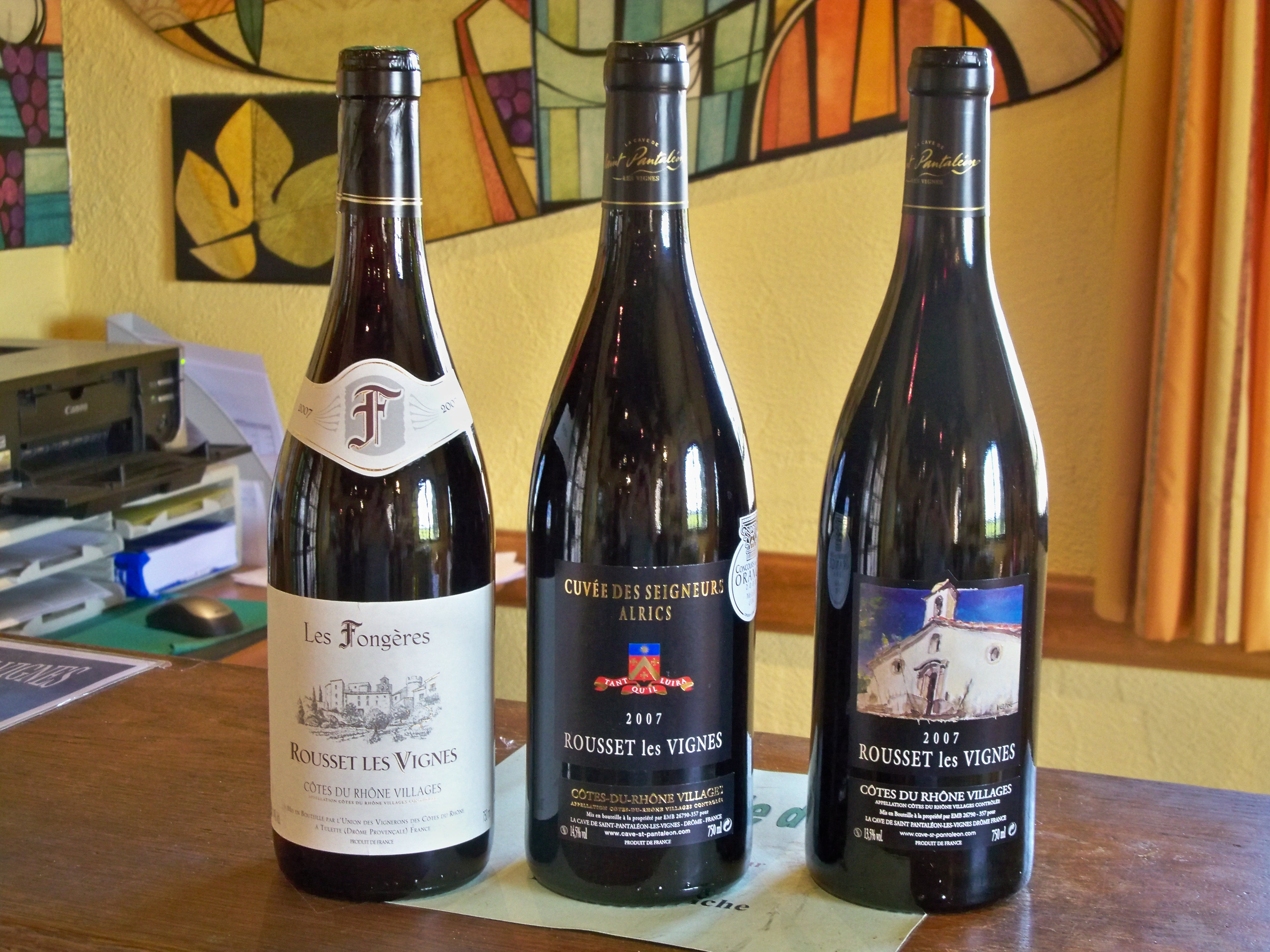
Trois cuvées différentes de la dénomination rousset-les-vignes.

Puis, ils firent entourer de remparts leur établissement et l'agglomération qui s'était créée autour. Un château, construit au XIIe siècle par les comtes de Valentinois, somma le village ; ses fortifications furent reprises au XIVe siècle et elles furent totalement restaurées au cours du XVe siècle.
Ce fut lors de la présence des papes à Avignon que cette commune devint une enclave pontificale en terre baronniarde. En 1451, elle fut assiégée par des bandes pillardes qui ne purent forcer les remparts. La paix revenue le village médiéval pris son aspect Renaissance. Le prieuré clunisien fut abandonné lors de la Révolution, c'est aujourd'hui une propriété privée. Le vignoble est resté sur les pentes élevées des coteaux du village. Il donne des vins rouges aux arômes de petits fruits rouges qui, grâce à la finesse de leurs tanins, se révèlent de bonne garde.

#### Sablet

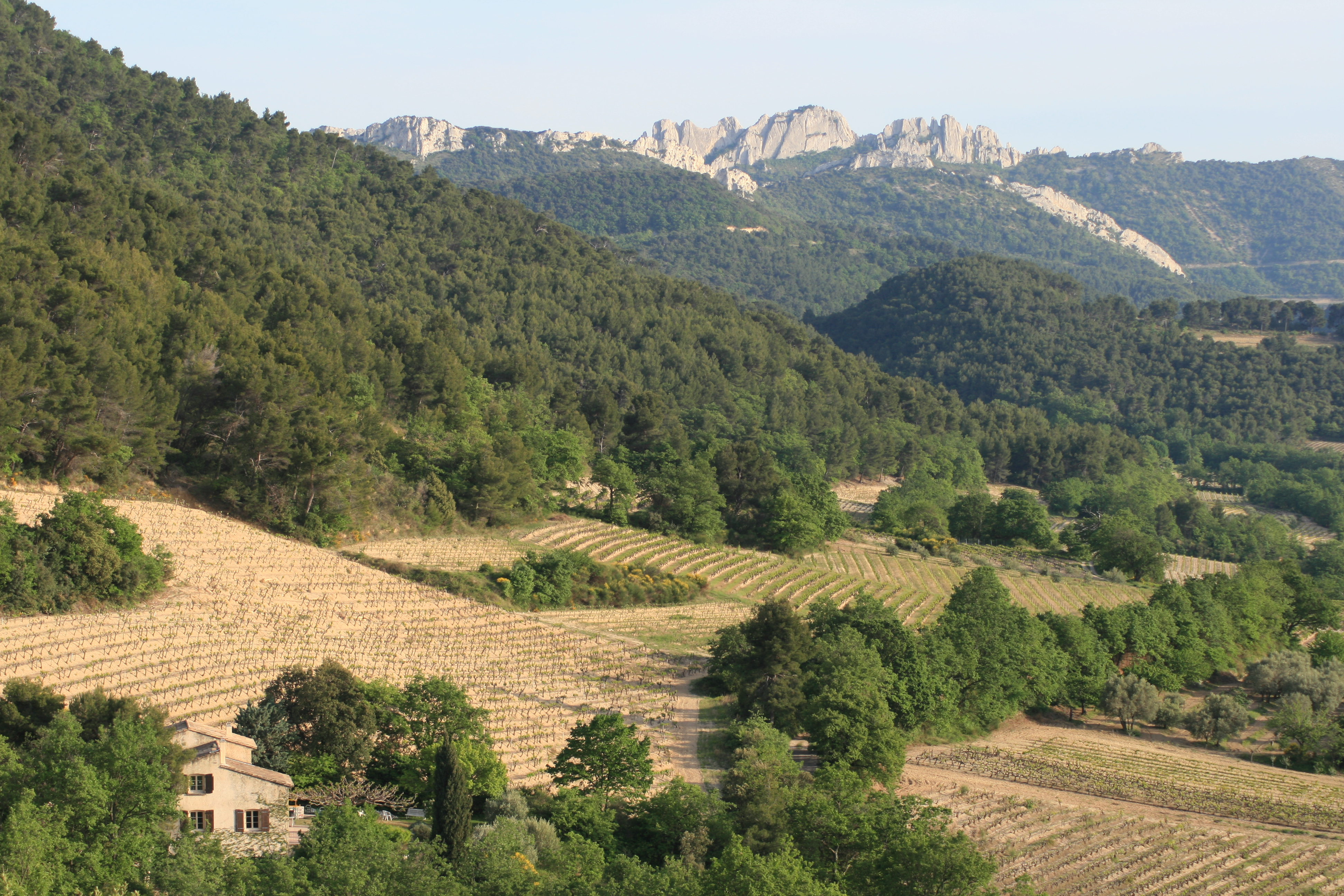
Vignoble de Sablet sur collines de saffre.

Le terroir de la dénomination sablet est constitué de collines de saffre dominées par des dalles du miocène quasi verticales. À ces sols gréseux et sableux s'ajoutent des terres où domine l'argile décalcifiée mélangée à des galets.
Le village est connu dans le monde de la littérature contemporaine grâce à sa « Journée du Livre » qui se tient chaque année à la fin du mois de juillet. Un lien étroit s'est créé entre les auteurs et leurs amis vignerons. D'ailleurs, tous les ans, ceux-ci sortent en cette occasion une « Cuvée spéciale » millésimée qui leur est offerte. Les vins rouges amples et pleins de corps se caractérisent par des saveurs de fruits mûrs et secs.

#### Saint-Gervais
Situé dans la vallée de la Cèze, le vignoble produisant le saint-gervais a depuis longtemps délaissé le fond des vallons pour partir à la conquête des pentes des coteaux.
Ceux-ci sont composés d'un sol gréseux où se retrouvent des plaques d'argile rouge. Le sommet du plateau, où les moines de la Chartreuse de Valbonne y ont implanté un vignoble, est recouvert d'un sol caillouteux ou sableux. Le vignoble produit des vins rouges où dominent des arômes de fraises, cassis et framboises. Ces vins équilibrés, amples et onctueux se conservent très bien en cave.

#### Saint-Maurice

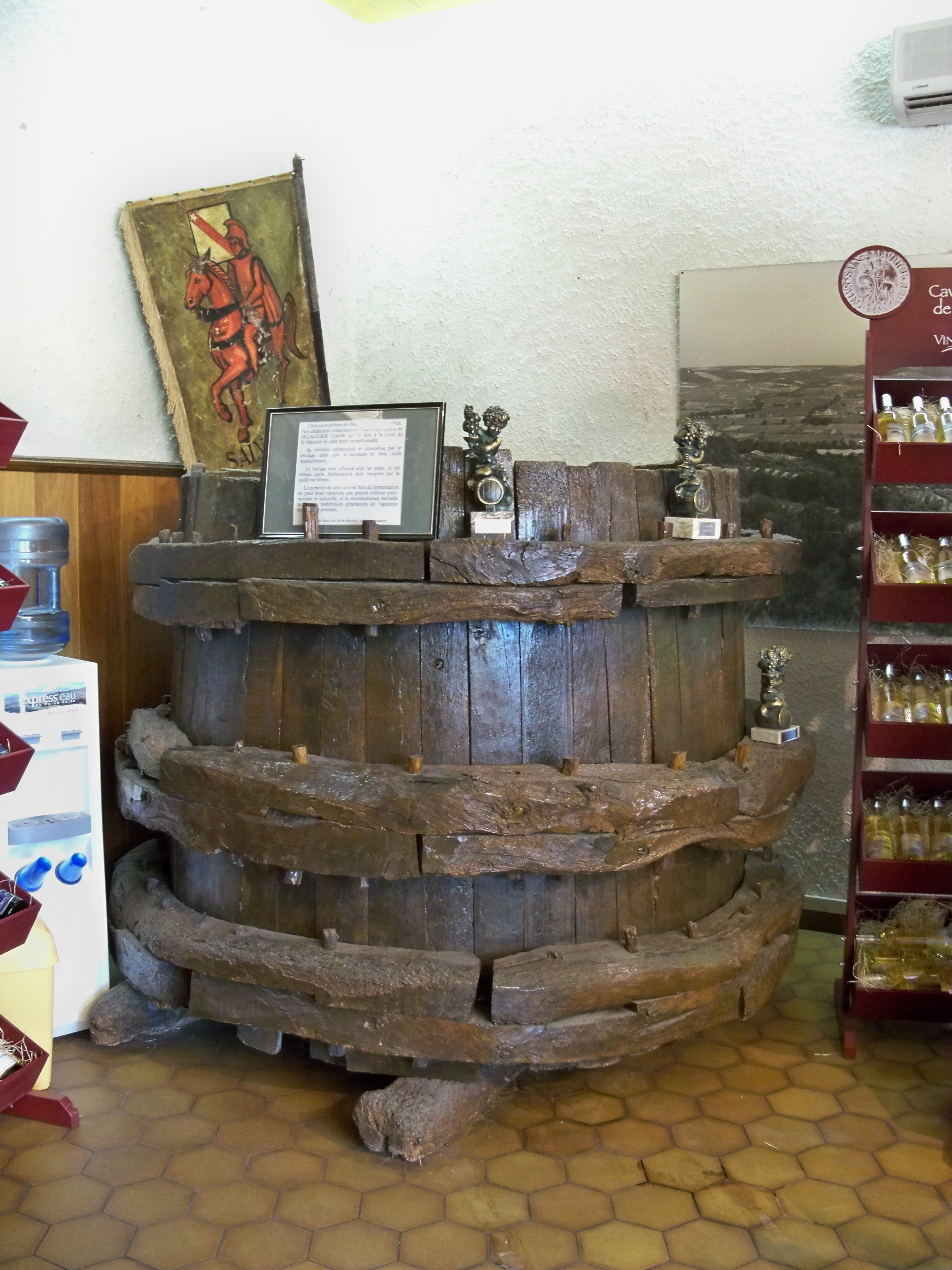
Tonneau du XIIIe siècle à la cave des vignerons de Saint-Maurice-sur-Eygues.

Aux portes des Baronnies, la dénomination saint-maurice jouit d'un climat particulièrement clément à l'abri de la violence mistral. Son terroir est composé de sols argilo-calcaires plus ou moins gréseux.
Ce fief des Dauphins du Viennois a toujours produit des vins réputés. De nos jours sa production atteint des sommets de qualité en particulier avec ses vins blancs remarquables par leur fraîcheur et leur persistance aromatique. Ses rouges pleins d'élégance supportent parfaitement le vieillissement. Dans le hall d'accueil de la cave des vignerons est exposé un tonneau du XIIIe siècle, un des plus anciens de la vallée du Rhône.

#### Saint-Pantaléon-les-Vignes

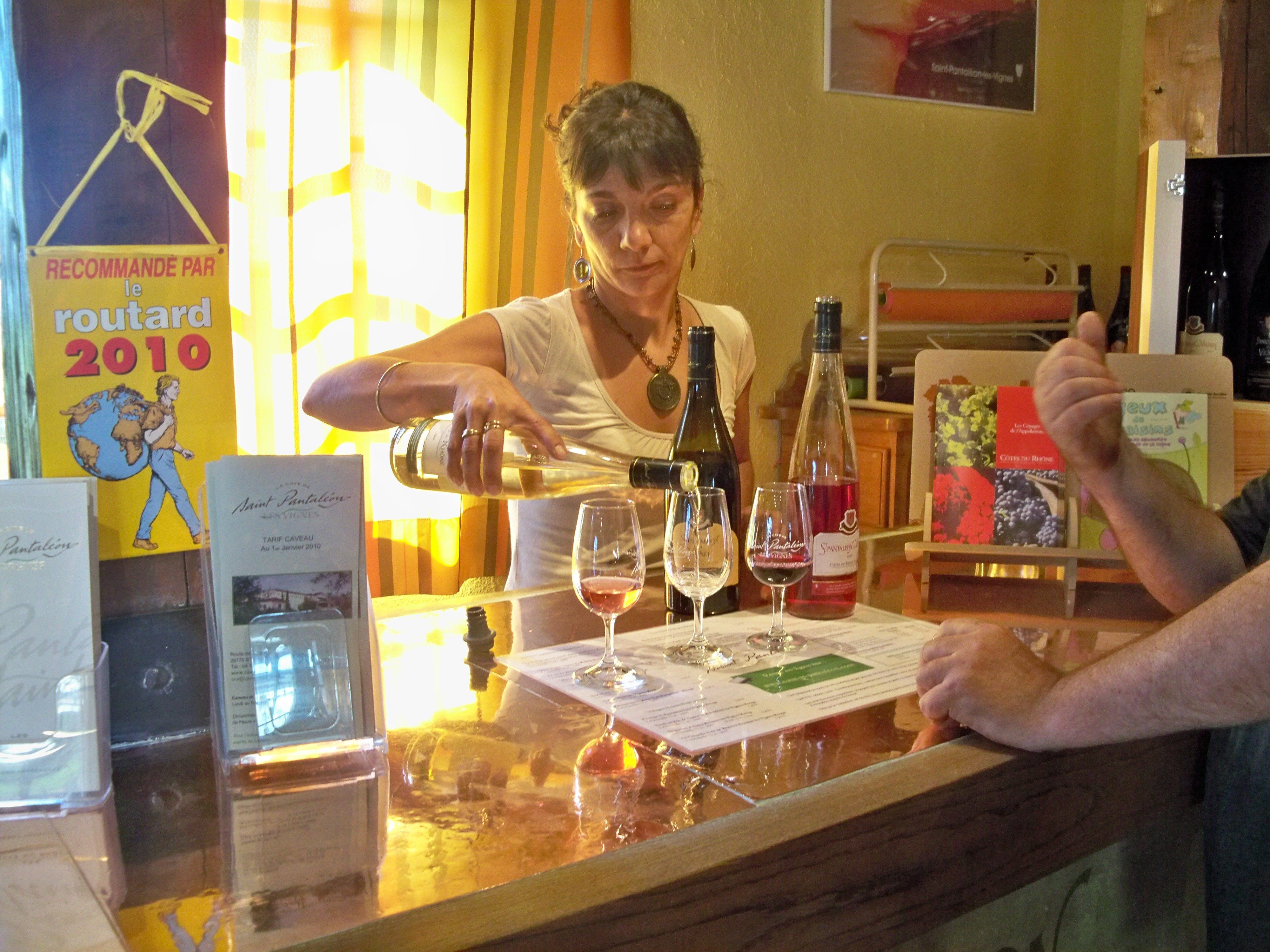
Dégustation au caveau des vignerons de Saint-Pantaléon-les-Vignes.

Au Xe siècle, en plaine, fut édifiée une abbaye bénédictine par les moines de Saint-Saturnin-du-Port, maison-mère de Cluny pour toute la partie méridionale du Royaume d'Arles. Elle fut placée sous la protection de saint Pantaléon. Une population de paysans et d'artisans s'installa sous la protection des clunisiens et un important vignoble fut implanté tout autour. C'est l'origine de la dénomination saint-pantaléon-les-vignes.
Ce fut au cours du XIVe siècle, alors que les papes s'étaient installés à Avignon, que la commune, qui dépendait jusqu'alors du comté de Valentinois, devient une enclave pontificale. En 1451, des bandes pillardes investissent le village qui est rasé avec son château, son église abbatiale et ses bâtiments conventuels. Pour se protéger, la population et les moines se réfugient derrière l'enceinte de Rousset-les-Vignes. Le danger passé, les Saint-Pantaléonnais retournent chez eux. Mal leur en prit puisque cette fois c'est le baron des Adrets, la terreur des guerres de religion. Ce qui contraignit les habitants à un nouveau retour à Rousset.
C'est en 1918, que le conseil municipal demanda que la commune puisse rajouter à son nom le qualificatif "les Vignes", ce qui lui fut accordé. Le vignoble produit des rouges charnus aux tanins ronds permettant de conserver et d'apprécier des bouteilles de 10 ans d'âge.

#### Séguret

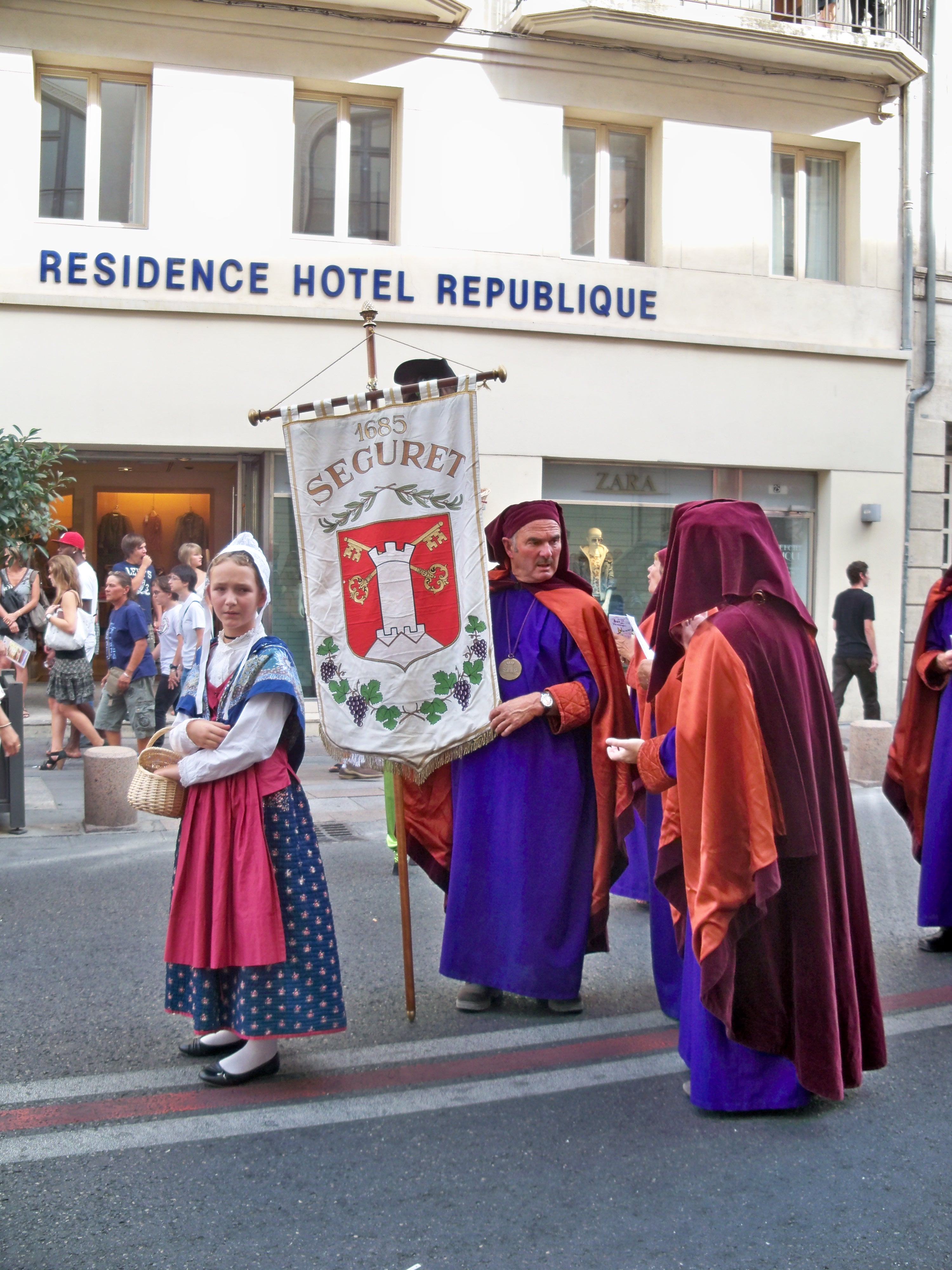
Confrérie de Séguret, lors du Ban des Vendanges 2010, à Avignon.

Le vignoble de la dénomination séguret a colonisé les collines de safre de cette commune reliquat d'une « mer voconcienne ». Le village médiéval est perché sur un éperon. Ses fortifications partaient du front des maisons au pied de la colline pour remonter jusqu'à son sommet. Il en reste de remarquables vestiges avec la Porte Reynier dite aussi Portail de la Bise et la Porte des Huguenots qui a conservé ses vantaux en bois ferrés.
Les vignerons du village élaborent des rouges élégants marqués par des notes d'épices et d'amande. Ce sont des vins de semi-garde à consommer dans les 5 ans. Une confrérie vineuse existait ici depuis 1685, elle plaça à sa tête une femme, la « bailleresse ». Ce fut le 4 septembre 1984, qu'eut lieu la renaissance de la « Confrérie des Chevaliers du Gouste-Séguret, Compagnons de Saint-Vincent », héritière de celle du XVIIe siècle. C'est une confrérie mixte qui comprend : bayle, baylesse, chambellan, épistolioère, argentier, archiviste, maître de ripailles, maître des chais, cellerier, bouteiler, tabellion et bannerets. Elle s'est fixé deux chapitres annuels, celui de la Saint-Vincent, et celui d'été lors de la fête locale qui correspond maintenant à la « fête des vins ». Au cours de ces chapitres ont lieu les intronisations parmi lesquelles celles de Daniel Ceccaldi, Jean Ferniot, Éric Champ, du professeur émérite René Grosso, Corinne Le Poulain, Jean Raspail, Pierre Tchernia.

#### Signargues
Sous ce nom de lieu-dit se regroupent en dénomination signargues les communes de Domazan, Estézargues, Rochefort-du-Gard et Saze.
Ce lieu est entré dans l'histoire en 736, après une victoire de Charles Martel contre les Sarrasins dans la plaine de Signargues, près de Remoulins. La légende veut qu'il fallût trois jours entiers pour enterrer les morts. En commémoration, le roi Franc fit construire sur ces lieux, une chapelle dédiée à Saint-Jean des Vignes. Le décret du 25 août 2005 l'a fait accéder en côtes-du-rhône villages avec nom de commune.

#### Valréas

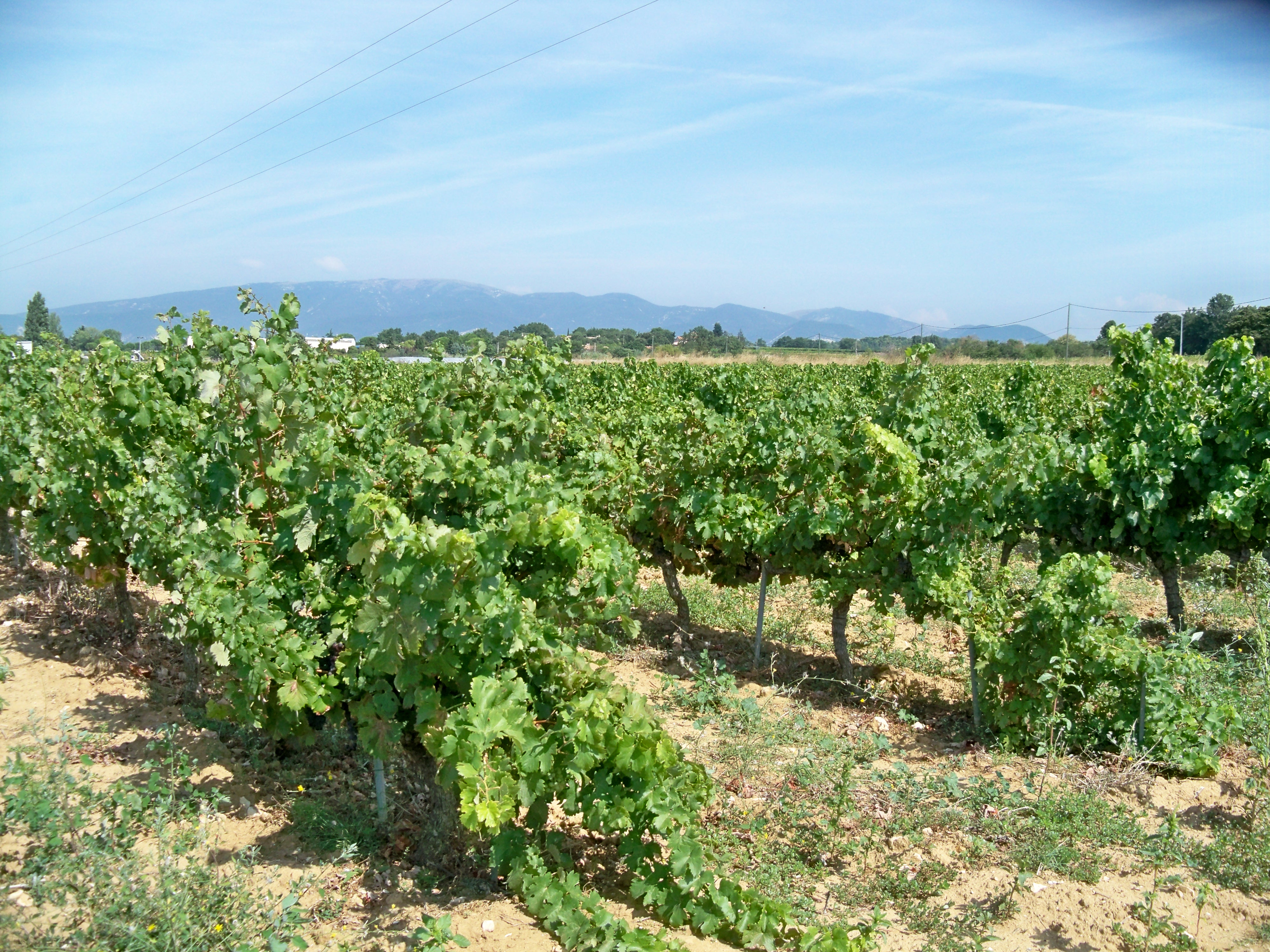
Valréas, un terroir très favorable à la vigne.

La dénomination valréas est produit sur la commune éponyme. Celle-ci est au centre d'un bassin miocène riche en coquilles de lamellibranches, débris d'oursins et de très nombreuses dents de requins. C'est un terroir très favorable à la vigne. C'est ce que savait Jean XXII quand le 13 août 1317 il acheta Valréas au Dauphin du Viennois pour 16 000 livres tournois. Ses terroirs diversifiés permettent d'obtenir soit des rouges souples, fins et peu tanniques, aux notes fraîches de fruits et d'anis, parfaits à déguster entre 3 et 5 ans, soit de remarquables vins de garde, dans les vallons où souffle le pontias qui acquièrent en vieillissant un nez puissant de musc, de champignons des bois et de cuir.
L'hôtel de Simiane a été édifié aux XVIIe et XVIIIe siècles par François de Royers de la Valfrenière et son fils Louis-François. C'est l'ancienne demeure de Pauline de Grignan, la petite-fille de madame de Sévigné. La « Nuit du Petit Saint-Jean » se célèbre depuis plus de cinq siècles. Le défilé historique en costumes d'époque qui accompagne le char du petit saint Jean à travers les rues de la ville a lieu traditionnellement chaque nuit du 23 juin, veille de la fête.

#### Visan

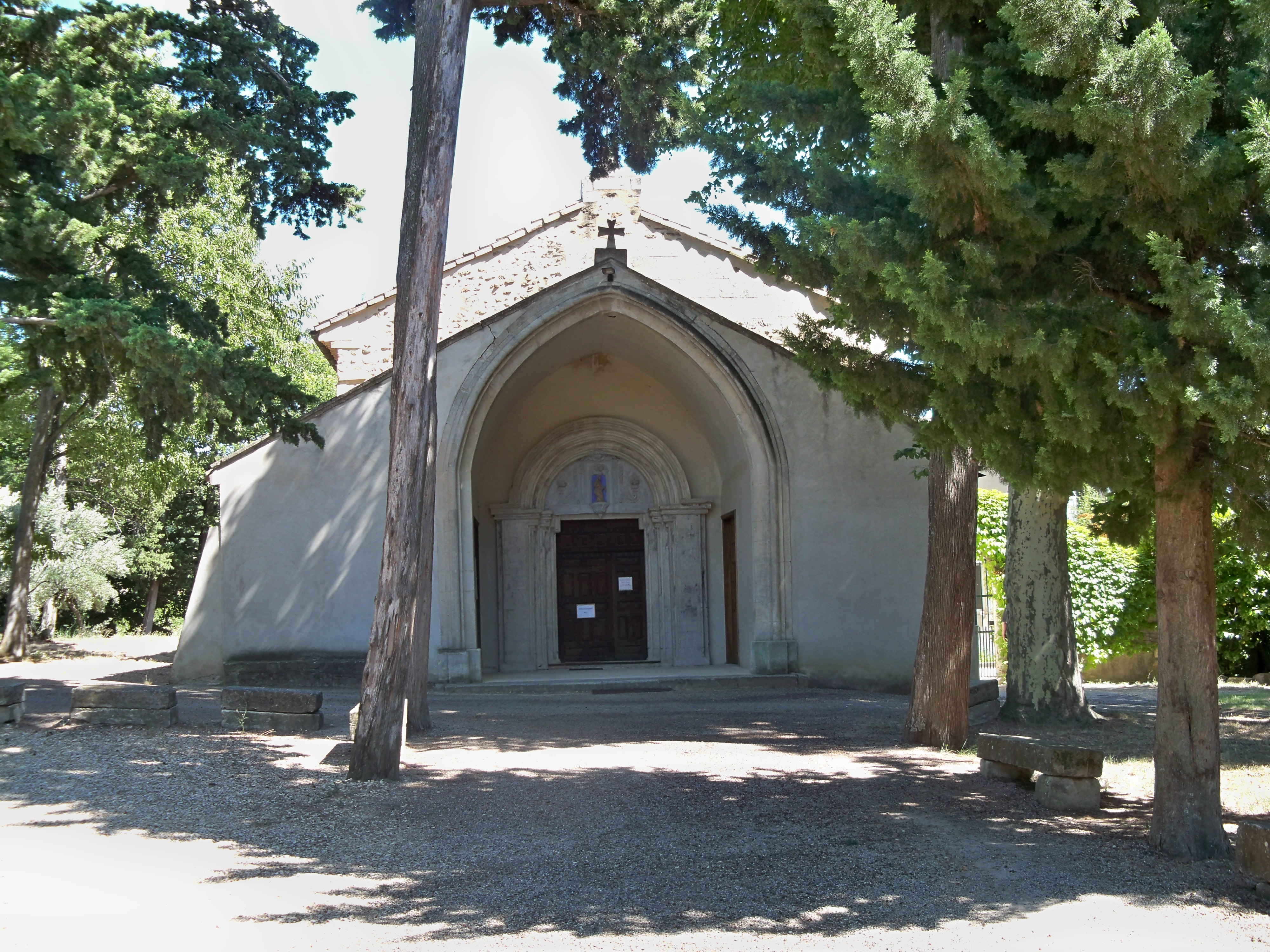
Notre-Dame des Vignes, Posuerunt me custodem in vinæ.

La dénomination visan est situé dans l'Enclave des Papes. Son village est entouré de collines couvertes par le vignoble. La diversité de leurs sols est importante. On trouve des terrains sablonneux sur celles de Frigollet et de Roussillac, un substrat argilocalcaire à Notre-Dame et Coste-Chaude et un terrain caillouteux à Rousseton et La Bastide.
Les vignes de Visan produisent des rouges de garde, vins de grande ampleur à la bouche qui évoluent des notes fruitées et minérales vers des senteurs de fruits mûrs et de venaison. Ils possèdent un beau potentiel de vieillissement. Un peu à l'écart du village se trouve l'antique chapelle de « Notre-Dame des Vignes » où chaque année la « Confrérie des Vignerons de Visan » se rend en pèlerinage lors de la fête d'été. Une inscription est gravée sur ses murs qui affirme : « Posuerunt me custodem in vinæ ».

#### Côtes-du-rhône-villages sans nom de commune
Selon le cahier des charges de 2024, 95 communes peuvent utiliser le nom de l'appellation côtes-du-rhône-villages ; la liste des communes de l'aire d'appellation est (celles des dénominations n'ont pas ici d'hyperlien) :
| 4 en Ardèche     | Bourg-Saint-Andéol, Saint-Just-d'Ardèche, Saint-Marcel-d'Ardèche et Saint-Martin-d'Ardèche. |
| 17 dans la Drôme | Bouchet, Mérindol-les-Oliviers, Mirabel-aux-Baronnies, Mollans-sur-Ouvèze, Montbrison-sur-Lez, Nyons, Le Pègue, Piégon, Rochegude, Rousset-les-Vignes, Saint-Maurice-sur-Eygues, Saint-Pataléon-les-Vignes, Suze-la-Rousse, Taulignan, Tulette, Venterol et Vinsobres. |
| 33 dans le Gard  | Aiguèze, Bagnols-sur-Cèze, Castillon-du-Gard, Cavillargues, Chusclan, Codolet, Comps, Cornillon, Domazan, Estézargues, Fournès, Gaujac, Laudun-l'Ardoise, Montfrin, Orsan, Pont-Saint-Esprit, Pujaut, Rocheford-du-Gard, Sabran, Saint-Alexandre, Saint-Etienne-des-Sorts, Saint-Gervais, Saint-Hilaire-d'Ozilhan, Saint-Marcel-de-Careiret, Saint-Michel-d'Euzet, Saint-Nazaire, Saint-Pons-la-Calm, Saint-Victor-la-Coste, Sauveterre, Saze, Tresques, Valliguières et Vénéjan. |
| 41 en Vaucluse   | Beaumes-de-Venise, Bédarrides, Bollène, Buisson, Cairanne, Camaret-sur-Aigues, Caumont-sur-Durance, Châteauneuf-de-Gadagne, Courthézon, Faucon, Grillon, Jonquières, La Roque-Alric, Lafare, Lagarde-Paréol, Mondragon, Morières-lès-Avignon, Orange, Piolenc, Puyméras, Rasteau, Richerenches, Roaix, Sablet, Saint-Marcellin-lès-Vaison, Saint-Romain-en-Viennois, Saint-Roman-de-Malegarde, Saint-Saturnin-lès-Avignon, Sainte-Cécile-les-Vignes, Séguret, Sérignan-du-Comtat, Sorgues, Suzette, Travaillan, Uchaux, Vaisons-la-Romaine, Valréas, Vedène, Villedieu, Violès et Visan. |

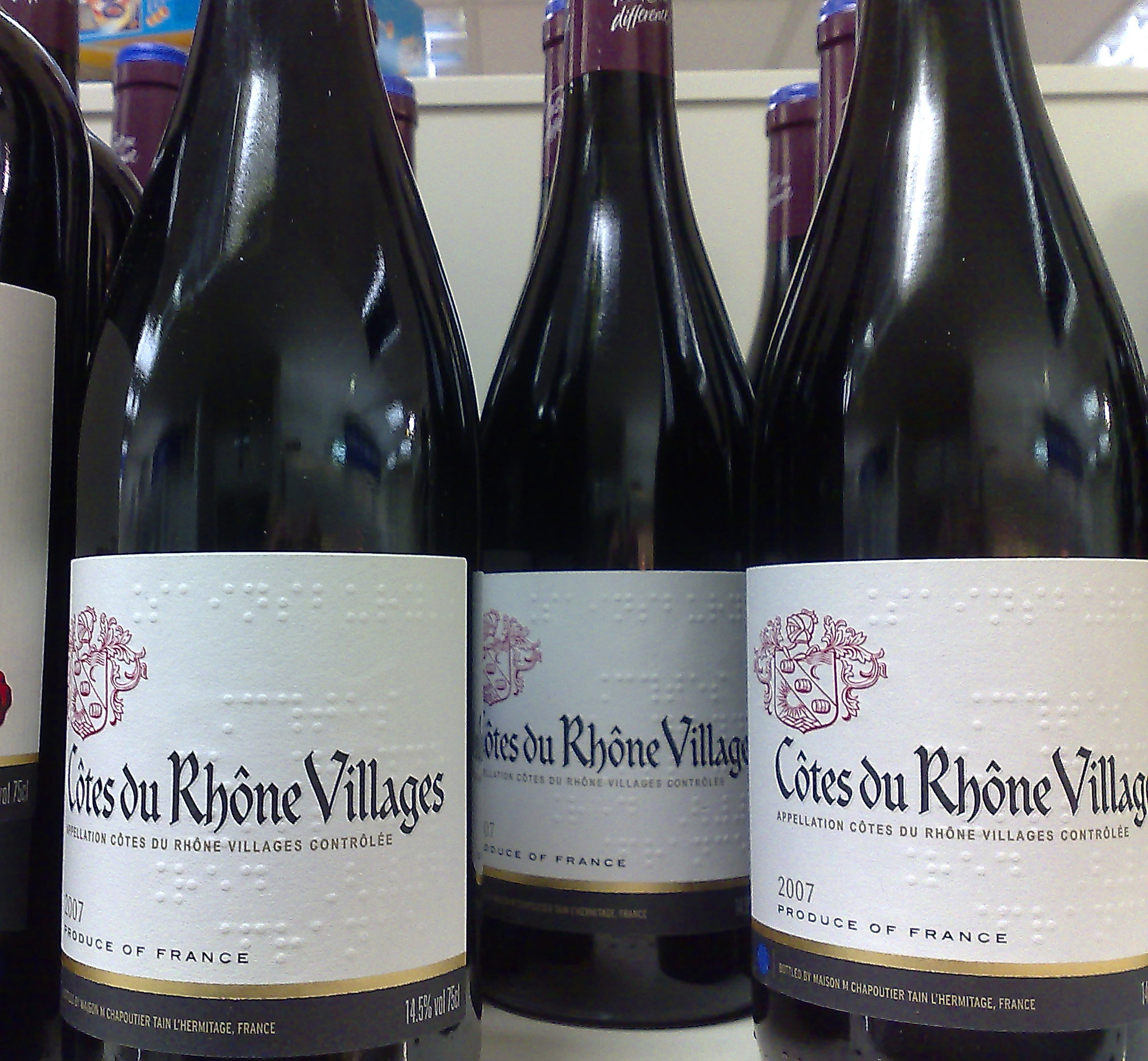
Un côtes-du-rhône-villages avec étiquettes en braille.
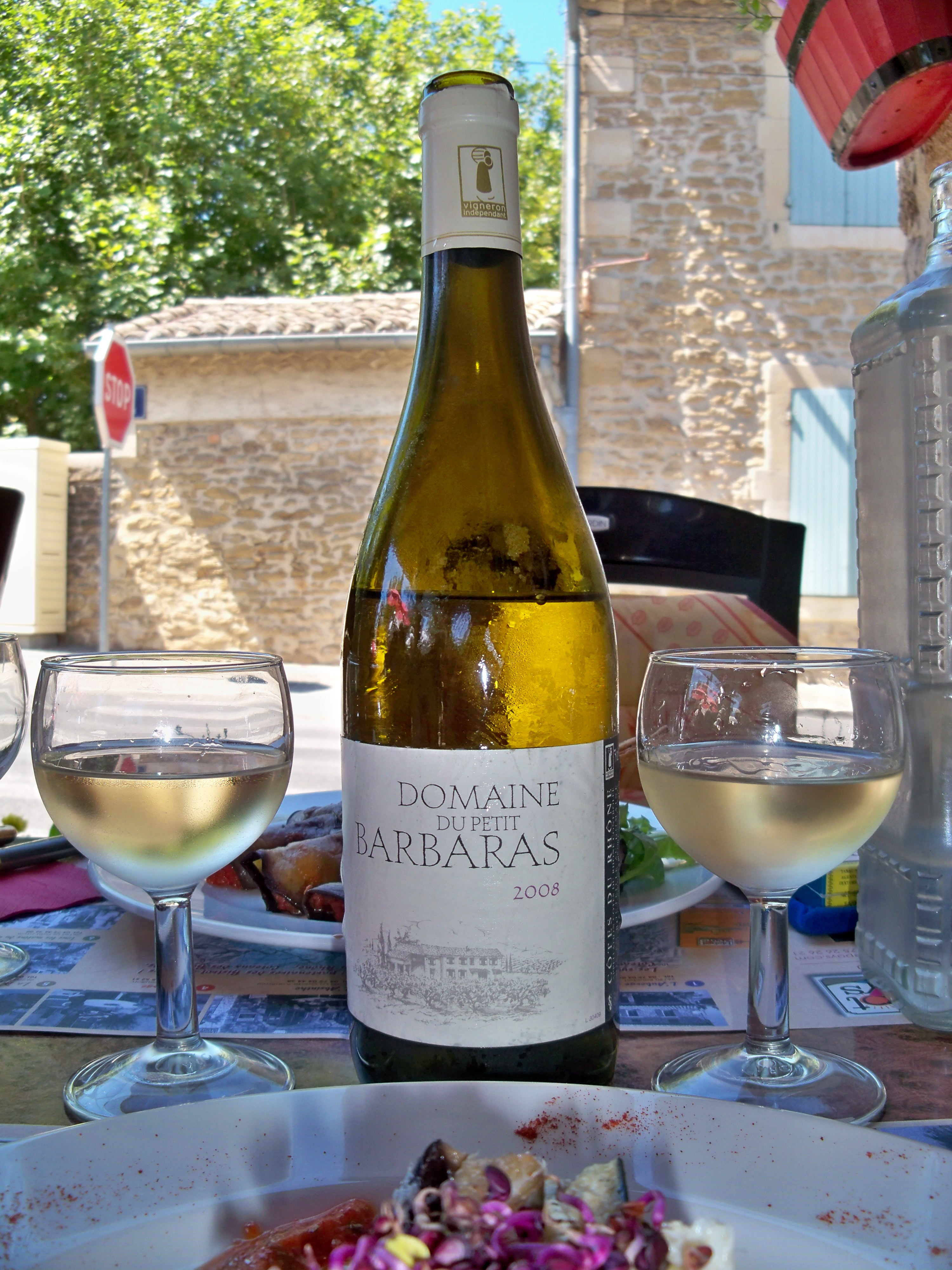
AOC côtes-du-rhône-villages, Domaine du Petit Barbaras à Bouchet.
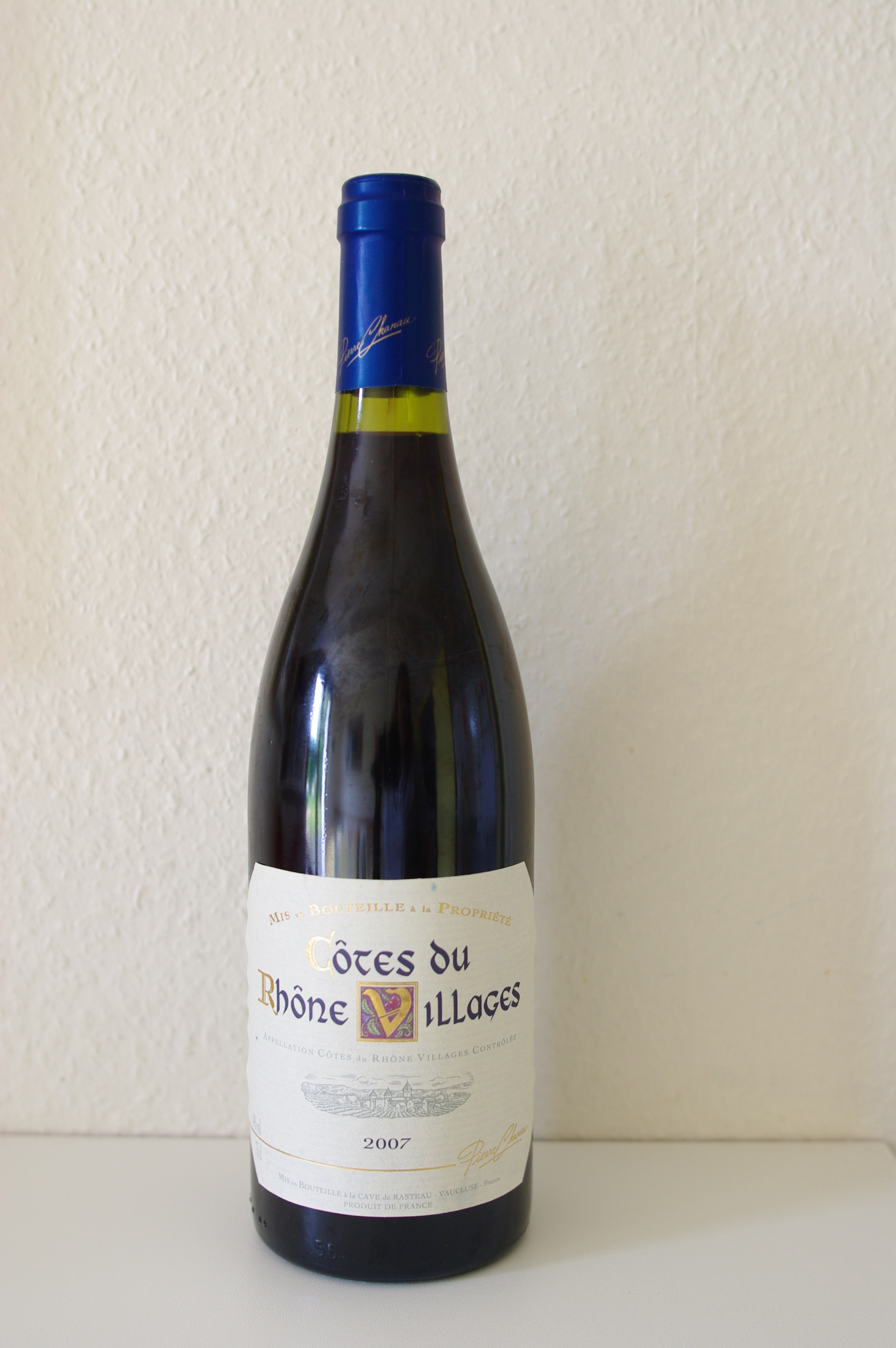
Côtes-du-rhône-villages, millésime 2007.
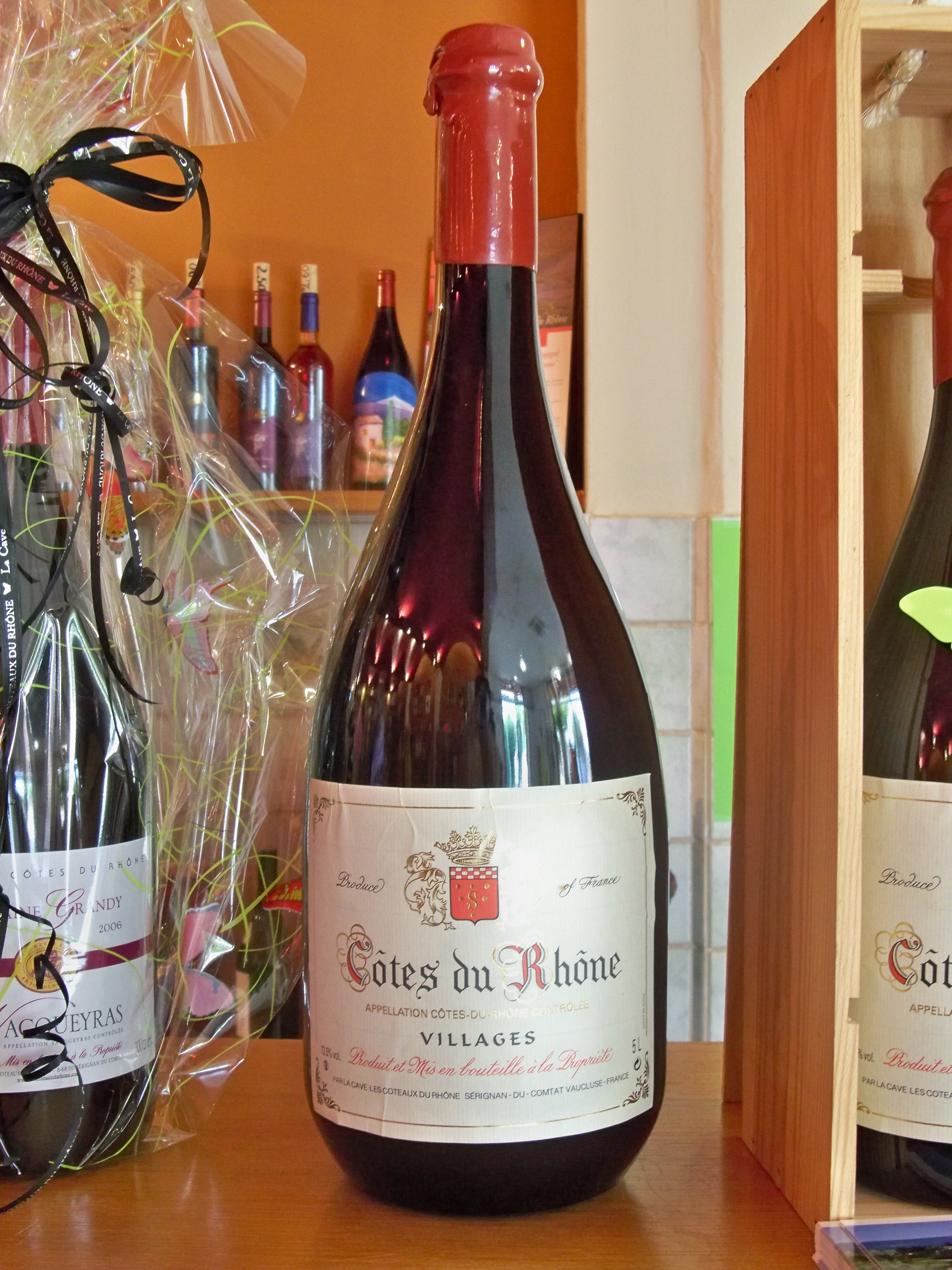
AOC côtes-du-rhône-villages à Sérignan-du-Comtat.

### Gastronomie

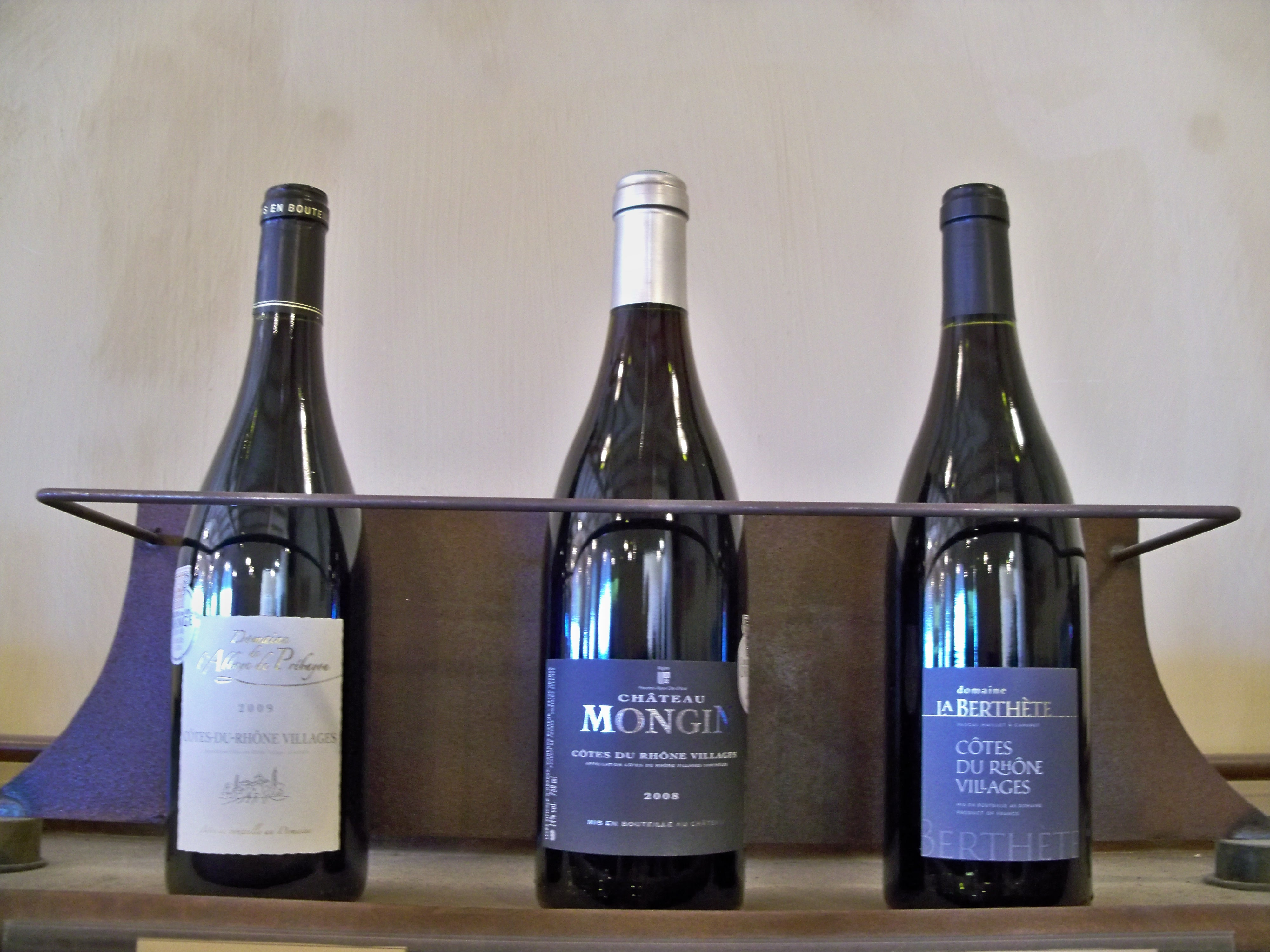
Bouteilles de côtes-du-rhône-villages au Palais du vin.

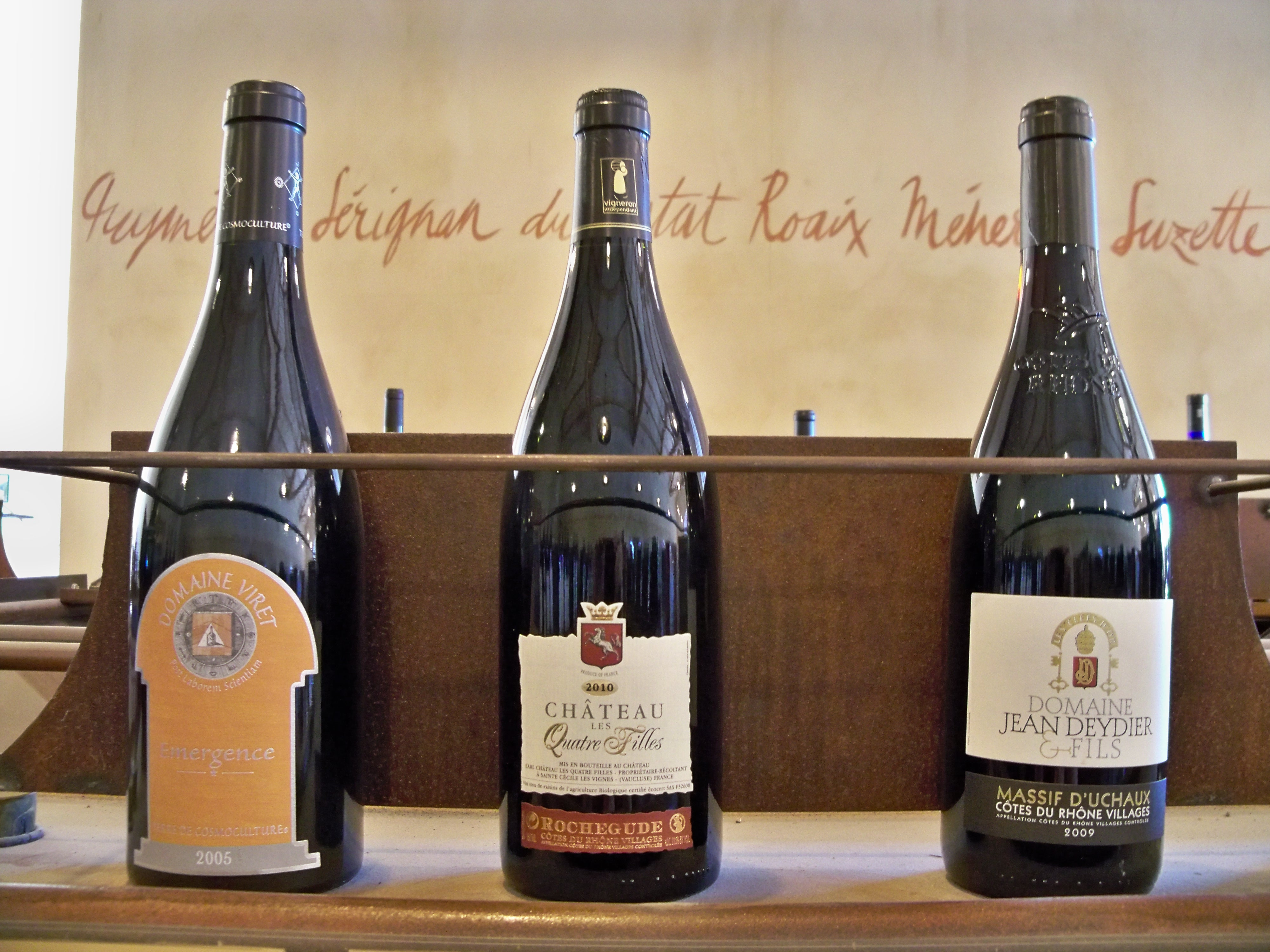
AOC côtes-du-rhône-villages avec nom de commune.

Pierre Charnay, inspecteur régional de l'INAO et qui fut l'un des principaux acteurs de la création de cette appellation villages, a commenté ainsi ses terroirs et ses vins :

« Cette distribution nominative est éparpillée sur tout le territoire des côtes-du-rhône méridionales. Les sols et les mésoclimats accusent, par conséquent, des différences d'une commune à l'autre et déterminent des nuances... Nous dirons simplement que Rasteau, Cairanne, Sablet, Vacqueyras et Visan, offrent les vins les plus puissants et les plus amples, les plus virils. Les treize autres villages ont une harmonie plus légère, au corps plus féminin. Ces variations de style ne changent rien à la qualité de chacun. Mieux, elles nous éloignent de cette uniformité si dangereuse dans les vins d'appellation d'origine. »

Les degrés alcooliques ont été définis par décret : pour leurs trois couleurs, les villages régionaux doivent titrer 12°, tandis que les villages communaux doivent plafonner à 12° pour les blancs et les rosés et à 12,5° pour les rouges. Sur des sols argilo-calcaires, les vins produits sont généreux, amples, colorés et charnus. Ils dégagent à l'agitation des arômes puissants. Sur des terres arides et caillouteuses, le même encépagement va donner des vins fins, élégants et fruités dont le nez révélera des arômes de fruits blancs ou rouges sinon floraux pour les blancs et les rosés.
Le rouge qui possède une grande aptitude au vieillissement, - dix ans et plus - est traditionnellement conseillé sur du gibier et de la venaison et il s'accorde parfaitement avec les daubes (avignonnaise ou provençale), le civet de cerf ainsi que les civets de lièvre ou de sanglier. Le rosé, en fonction de sa vinification - par saignée ou par pressurage - peut se garder entre 2 ou 4 ans. C'est à boire à table avec les charcuteries et les fromages. Il s'accorde parfaitement avec la cuisine asiatique. Quant au blanc, tout en finesse et en fraîcheur, il fait un mariage heureux avec les poissons de mer ou de rivière les fruits de mer, les crustacés et tous les fromages de chèvre.

### Millésimes
Ils correspondent à ceux du vignoble de la vallée du Rhône. Ils sont notés : année exceptionnelle , grande année , bonne année ***, année moyenne **, année médiocre *.
| Caractéristiques | Article de qualité | ***                | ***                | Bon article        | Article de qualité | Bon article        | Bon article        | ***                | Bon article | Bon article        |
| Millésimes 1990 | 1999               | 1998               | 1997               | 1996               | 1995               | 1994               | 1993               | 1992               | 1991        | 1990               |
| Caractéristiques | ***                | ***                | **                 | ***                | Bon article        | **                 | **                 | **                 | ***         | Article de qualité |
| Millésimes 1980 | 1989               | 1988               | 1987               | 1986               | 1985               | 1984               | 1983               | 1982               | 1981        | 1980               |
| Caractéristiques | Article de qualité | Article de qualité | Bon article        | ***                | Article de qualité | **                 | Bon article        | ***                | Bon article | Article de qualité |
| Millésimes 1970 | 1979               | 1978               | 1977               | 1976               | 1975               | 1974               | 1973               | 19722              | 1971        | 1970               |
| Caractéristiques | Bon article        | Article de qualité | Bon article        | **                 | ***                | Bon article        | ***                | **                 | **          | Article de qualité |
| Millésimes 1960 | 1969               | 1968               | 1967               | 1966               | 1965               | 1964               | 1963               | 1962               | 1961        | 1960               |
| Caractéristiques | **                 | *                  | Article de qualité | Article de qualité | ***                | ***                | **                 | **                 | ***         | Article de qualité |
| Millésimes 1950 | 1959               | 1958               | 1957               | 1956               | 1955               | 1954               | 1953               | 1952               | 1951        | 1950               |
| Caractéristiques | Bon article        | Bon article        | Article de qualité | Bon article        | Bon article        | ***                | Bon article        | Article de qualité | **          | Article de qualité |
| Millésimes 1940 | 1949               | 1948               | 1947               | 1946               | 1945               | 1944               | 1943               | 1942               | 1941        | 1940               |
| Caractéristiques | Article de qualité | Article de qualité | Article de qualité | Bon article        | Article de qualité | **                 | Article de qualité | Bon article        | **          | **                 |
| Millésimes 1930 | 1939               | 1938               | 1937               | 1936               | 1935               | 1934               | 1933               | 1932               | 1931        | 1930               |
| Caractéristiques | *                  | Bon article        | Bon article        | ***                | **                 | Article de qualité | Article de qualité | **                 | **          | **                 |
| Millésimes 1920 | 1929               | 1928               | 1927               | 1926               | 1925               | 1924               | 1923               | 1922               | 1921        | 1920               |
| Caractéristiques | Article de qualité | Article de qualité | **                 | Bon article        | **                 | Bon article        | Bon article        | **                 | Bon article | Bon article        |
| Sources : Yves Renouil (sous la direction), Dictionnaire du vin, Éd. Féret et fils, Bordeaux, 1962 ; Alexis Lichine, Encyclopédie des vins et alcools de tous les pays, Éd. Robert Laffont-Bouquins, Paris, 1984, Les millésimes de la vallée du Rhône & Les grands millésimes de la vallée du Rhône |                    |                    |                    |                    |                    |                    |                    |                    |             |                    |

Soit sur 90 ans, 24 années exceptionnelles, 26 grandes années, 16 bonnes années, 22 années moyennes et 2 années médiocres.

## Fête tournante des côtes-du-rhône-villages
Elle fut créée, en 1971 à Vacqueyras par Maurice Seignour, maire du village et président national des courtiers en vin. Le principe adopté fut que chaque année une commune de l'appellation côtes-du-rhône-villages accueillerait cette manifestation.